# Список награждённых орденом Ленина в 1940 году
Список из 1552 награждённых орденом Ленина в 1940 году (в том числе одновременно впервые получивших: 432 — звание  Герой Советского Союза; 10 — звание  Герой Социалистического Труда).
★ — награждённые посмертно, ≠ — впоследствии лишённые награды
Указами Президиума Верховного Совета СССР от:

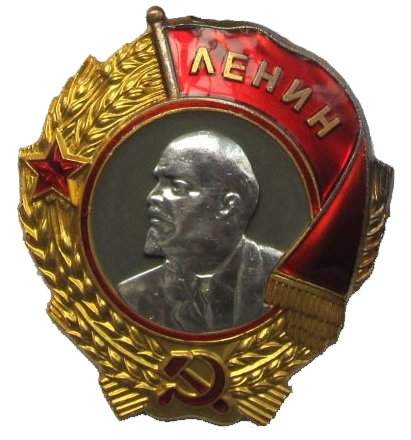
Орден Ленина третьего типа (1936—1943)

## Январь

### 2 января
- О присвоении тов. Дегтярёву В. А. звания Героя Социалистического Труда

- За «выдающиеся заслуги в деле изобретения и конструирования новых особо важных образцов вооружения Красной Армии», награждён:

-  Дегтярёв, Василий Алексеевич

### 15 января
- О присвоении звания Героя Советского Союза красноармейцам и начальствующему составу Красной Армии

- За «образцовое выполнение боевых заданий Командований на фронте борьбы с финской белогвардейщиной и проявленные при этом отвагу и геройство» награждены:

1. красноармеец Артюх, Владимир Кузьмич
2. младший командир Бахвалов, Василий Петрович
3. старший лейтенант Большаков, Никифор Григорьевич
4. лейтенант Булавский, Виктор Константинович ★
5. комбриг Вещев, Пётр Евгеньевич ★
6. младший командир Волк, Борис Васильевич ★
7. красноармеец Высоцкий, Кузьма Дмитриевич ★
8. младший командир Галахов, Василий Иванович
9. лейтенант Груздев, Василий Григорьевич ★
10. полковник Кашуба, Владимир Нестерович (2-й орден ▶)
11. младший лейтенант Кичигин, Николай Григорьевич
12. красноармеец Комаров, Иван Михайлович
13. воентехник 2-го ранга Коваль, Иван Иванович
14. младший командир Лаптев, Григорий Михайлович
15. младший командир Ларченко, Михаил Андреевич
16. младший командир Лобасёв, Михаил Абрамович ★
17. младший командир Лопатин, Фёдор Иванович
18. младший командир Луппов, Евгений Алексеевич
19. старший лейтенант Маргулис, Давид Львович
20. красноармеец Никитин, Николай Никитич ★
21. красноармеец Пулькин, Григорий Степанович
22. лейтенант Родичев, Михаил Матвеевич
23. красноармеец Симонян, Карапет Семёнович
24. красноармеец Соломонников, Иван Михайлович
25. младший лейтенант Усов, Павел Васильевич
26. красноармеец Ульянов, Иван Михайлович
27. капитан Угрюмов, Николай Степанович(2-й орден ▶)

- О награждении орденами и медалями СССР начальствующего и рядового состава Красной Армии

- За «образцовое выполнение боевых заданий Командований на фронте борьбы с финской белогвардейщиной и проявленную при этом доблесть и мужество» награждены:

1. младший командир Герасимов, Василий Лукич
2. красноармеец Головин, Пётр Тимофеевич
3. младший командир Затуливитер, Дмитрий Иванович
4. лейтенант Лубков, Борис Васильевич
5. лейтенант Туркин, Леонид Андреевич
6. красноармеец Хренов, Александр Николаевич

- О награждении орденами и медалями СССР начальствующего и рядового состава Красной Армии

- За «образцовое выполнение боевых заданий Командований на фронте борьбы с финской белогвардейщиной и проявленную при этом доблесть и мужество» награждены:

1. красноармеец Акимов, Владимир Васильевич
2. лейтенант Аверин, Павел Никанорович
3. капитан Васильев, Алексей Михайлович
4. младший командир Гень, Андрей Павлович
5. старший политрук Головня, Василий Емельянович
6. комдив Гориленко, Филипп Данилович (2-й орден)
7. капитан Гусаков, Фёдор Степанович
8. красноармеец Грушин, Михаил Семёнович
9. дивизионный комиссар Горохов, Пётр Иванович (2-й орден ▶)
10. красноармеец Калашников, Николай Фёдорович
11. лейтенант Касайкин, Александр Иванович
12. младший лейтенант Куваев, Тихон Григорьевич
13. старший политрук Куликов, Александр Матвеевич
14. старший политрук Лампусов, Михаил Иванович
15. политрук Лешин, Яков Георгиевич
16. военинженер 2-го ранга Мерман, Семён Павлович
17. полковник Удонин, Илья Давидович (2-й орден ▶)
18. красноармеец Новгородцев, Константин Иосифович
19. красноармеец Чупранов, Павел Александрович
20. майор Новицкий, Михаил Ануфриевич
21. заместитель политрука Остапин, Алексей Иванович
22. комдив Парсегов, Михаил Артемьевич (2-й орден)
23. младший командир Петрушин, Алексей Михайлович
24. младший лейтенант Середа, Леонтий Петрович
25. младший политрук Соцкий, Фёдор Иванович
26. младший командир Сивчик, Афанасий Савельевич
27. капитан Титов, Василий Степанович
28. младший лейтенант Тимушкин, Анатолий Родионович
29. военфельдшер Титкова, Вера Ивановна
30. красноармеец Семёнов, Гавриил Макарович
31. воентехник 2-го ранга Руфов, Григорий Семёнович
32. старший лейтенант Шинкаренко, Фёдор Иванович (2-й орден)

### 19 января
- О присвоении звания Героя Советского Союза капитану Саранчёву Н. Г.

- За «образцовое выполнение боевых заданий Командований на фронте борьбы с финской белогвардейщиной и проявленные при этом отвагу и геройство» награждены:

-  капитан Саранчёв, Николай Георгиевич

- О награждении орденами и медалями СССР начальствующего состава Красной Армии

- За «образцовое выполнение боевых заданий Командований на фронте борьбы с финской белогвардейщиной и проявленную при этом доблесть и мужество» награждены:

1. старший лейтенант Бальбухов, Семён Васильевич
2. полковник Кравцов, Александр Михайлович
3. старший политрук Мирошниченко, Павел Прокофьевич
4. старший лейтенант Проценко, Григорий Титович
5. капитан Скитёв, Михаил Иванович

### 26 января
- О присвоении звания Героя Советского Союза начальствующему составу Красной Армии

- За «образцовое выполнение боевых заданий Командований на фронте борьбы с финской белогвардейщиной и проявленные при этом отвагу и геройство» награждены:

1. политрук Андреев, Кесарь Фёдорович ★
2. младший командир Васильев, Александр Макарович
3. младший политрук Манакин, Михаил Григорьевич
4. лейтенант Михалицын, Пётр Тихонович (2-й орден >>?)

- О присвоении звания Героя Советского Союза батальонному комиссару Балаханову Д. А. и красноармейцу Койда А. Г.

- За «образцовое выполнение боевых заданий Командований на фронте борьбы с финской белогвардейщиной и проявленные при этом отвагу и геройство» награждены:

1. батальонный комиссар Балаханов, Дмитрий Александрович ★
2. красноармеец Койда, Анатолий Григорьевич

- О присвоении звания Героя Советского Союза красноармейцу Русину Никите Ивановичу

- За «образцовое выполнение боевых заданий Командований на фронте борьбы с финской белогвардейщиной и проявленные при этом отвагу и геройство» награждены:

-  красноармеец Русин, Никита Иванович

- О награждении орденами и медалями СССР начальствующего и рядового состава Красной Армии

- За «образцовое выполнение боевых заданий Командований на фронте борьбы с финской белогвардейщиной и проявленную при этом доблесть и мужество» награждены:

1. старший лейтенант Бурлов, Василий Андреевич
2. младший лейтенант Велик, Виктор Яковлевич
3. красноармеец Пашков, Феодосий Александрович
4. капитан Гущин, Василий Петрович
5. полковник Дряхлов, Иван Дмитриевич (2-й орден ▶)
6. капитан Егоров, Алексей Степанович
7. капитан Забелло, Фёдор Михайлович
8. старший лейтенант Камелетдинов, Файзула-Хан
9. красноармеец Медведев, Василий Тихонович
10. младший командир Наумов, Иван Васильевич
11. политрук Полемик П. М.
12. младший лейтенант Погосян, Яков Николаевич
13. комбриг Понеделин, Павел Григорьевич ≠
14. капитан Прохоров, Иван Прохорович
15. политрук Пустовит, Даниил Демьянович
16. младший командир Шевченко, Иван Кононович
17. капитан Шишенков, Александр Яковлевич

- О награждении орденами и медалями СССР начальствующего и рядового состава Красной Армии

- За «образцовое выполнение боевых заданий Командований на фронте борьбы с финской белогвардейщиной и проявленную при этом доблесть и мужество» награждены:

1. старший лейтенант Апостолов, Василий Тимофеевич
2. старший лейтенант Арделян, Михаил Иванович
3. младший лейтенант Богатырёв, Михаил Петрович
4. майор Вещезерский, Георгий Александрович (2-й орден ▶)
5. старший военфельдшер Громов, Иван Иванович
6. политрук Ельцов, Алексей Александрович
7. младший политрук Ершов, Иван Афанасьевич
8. красноармеец Иванов, Михаил Михайлович
9. старший лейтенант Коровин, Николай Степанович
10. капитан Кушнир, Афанасий Миронович
11. капитан Родин, Алексей Фёдорович
12. младший командир Скочнягин, Иван Васильевич
13. младший лейтенант Сологуб, Степан Иванович
14. майор Симоненко, Семён Яковлевич
15. красноармеец Ципляк, Пётр Фёдорович

- О награждении орденами и медалями СССР начальствующего и рядового состава Красной Армии

- За «образцовое выполнение боевых заданий Командований на фронте борьбы с финской белогвардейщиной и проявленную при этом доблесть и мужество» награждены:

1. младший командир Баскаков, Николай Никитович
2. младший командир Пушкин, Сергей Павлович
3. майор Турбин, Дмитрий Иванович (2-й орден)

## Февраль

### 3 февраля
- О присвоении звания Героя Советского Союза участникам дрейфа на ледокольном пароходе «Георгий Седов»

- За «проведение героического дрейфа, выполнение обширной программы научных исследований в труднейших условиях Арктики и проявленные при этом мужество и настойчивость» награждены:

1. Бадигин, Константин Сергеевич — капитан ледокольного парохода «Георгий Седов»
2. Трофимов, Дмитрий Григорьевич — помполит ледокольного парохода «Георгий Седов»
3. Ефремов, Андрей Георгиевич — старший помощник капитана
4. Буйницкий, Виктор Харлампиевич — гидрограф
5. Токарев, Сергей Дмитриевич — второй механик
6. Алфёров, Всеволод Степанович — третий механик
7. Полянский, Александр Александрович — радист
8. Бекасов, Николай Михайлович — радист
9. Буторин, Дмитрий Прокопьевич — боцман
10. Недзвецкий, Иосиф Маркович — машинист
11. Шарыпов, Николай Сергеевич — машинист
12. Соболевский, Александр Петрович — врач
13. Гаманков, Ефрем Иванович — матрос
14. Гетман, Иван Иванович — кочегар
15. Мегер, Павел Власович — повар

- О награждении ледокольного парохода «Георгий Седов»

- За «героический дрейф во льдах Северного Ледовитого океана и Гренландского моря в течение 812 дней» награждён:

- ледокольный пароход «Георгий Седов»

- О присвоении звания Героя Советского Союза капитану ледокола «Иосиф Сталин» Белоусову М. П.

- За «образцовое выполнение правительственного задания по выводу ледокольного парохода „Георгий Седов“ из льдов Арктики» награждён:

- капитан ледокола «Иосиф Сталин» Белоусов, Михаил Прокофьевич

- О награждении ледокола «Иосиф Сталин»

- За «образцовое выполнение правительственного задания по выводу ледокольного парохода „Георгий Седов“ из льдов Арктики» награждён:

- ледокол «Иосиф Сталин»

### 5 февраля
- О присвоении звания Героя Советского Союза начальствующему составу Красной Армии

- За «образцовое выполнение боевых заданий Командований на фронте борьбы с финской белогвардейщиной и проявленные при этом отвагу и геройство» награждены:

1. лейтенант Белов, Иван Михайлович
2. политрук Капустин, Владимир Дмитриевич ★
3. старший политрук Пономарчук, Степан Ефремович
4. младший командир Поросенков, Павел Фёдорович

- О награждении начальствующего и рядового состава Красной Армии

- За «образцовое выполнение боевых заданий Командований на фронте борьбы с финской белогвардейщиной и проявленную при этом доблесть и мужество» награждены:

1. красноармеец Алексеенко, Василий Андреевич
2. младший лейтенант Анохин, Матвей Николаевич
3. лейтенант Антонюк, Максим Кондратьевич
4. капитан Валентик, Дмитрий Данилович (2-й орден)
5. полковник Ворсин, Александр Васильевич ★
6. младший лейтенант Головкин, Кузьма Иванович
7. младший лейтенант Дворецкий, Иосиф Ефимович
8. лейтенант Зеленов, Алексей Павлович
9. младший командир Калинин, Николай Яковлевич
10. младший лейтенант Киров, Николай Иванович
11. красноармеец Корбаков, Иван Константинович
12. политрук Петяхин, Михаил Андреевич
13. младший лейтенант Сапрыкин, Иван Ильич
14. старший лейтенант Сукманов, Иван Васильевич

### 7 февраля
- О присвоении звания Героя Советского Союза младшему командиру Белогурову А. И., лейтенанту Пинчук Г. С. и старшему лейтенанту Харламову В. М.

- За «образцовое выполнение боевых заданий Командований на фронте борьбы с финской белогвардейщиной и проявленные при этом отвагу и геройство» награждены:

1. младший командир Белогуров, Александр Иванович
2. лейтенант Пинчук, Григорий Сергеевич
3. старший лейтенант Харламов, Василий Максимович

- О присвоении звания Героя Советского Союза старшему лейтенанту Борисову И. Д., капитану Крохалёву А. И. и капитану Ракову В. И.

- За «образцовое выполнение боевых заданий Командований на фронте борьбы с финской белогвардейщиной и проявленные при этом отвагу и геройство» награждены:

1. старший лейтенант Борисов, Иван Дмитриевич ★
2. капитан Крохалёв, Анатолий Ильич (2-й орден ▶)
3. капитан Раков, Василий Иванович (2-й орден ▶)

- О присвоении звания Героя Советского Союза капитан-лейтенанту Вершинину Ф. Г.

- За «образцовое выполнение боевых заданий Командований на фронте борьбы с финской белогвардейщиной и проявленные при этом отвагу и геройство» награждены:

-  капитан-лейтенант Вершинин, Фёдор Григорьевич (2-й орден ▶)

- О присвоении звания Героя Советского Союза капитан-лейтенанту Трипольскому А. В.

- За «образцовое выполнение боевых заданий Командований на фронте борьбы с финской белогвардейщиной и проявленные при этом отвагу и геройство» награждены:

-  капитан-лейтенант Трипольский, Александр Владимирович

- О награждении начальствующего состава и краснофлотцев Краснознамённого Балтийского Флота

- За «образцовое выполнение боевых заданий Командований на фронте борьбы с финской белогвардейщиной и проявленную при этом доблесть и мужество» награждены:

1. капитан Новиков, Иван Романович
2. майор Преображенский, Евгений Николаевич (2-й указ ▶)
3. майор Романенко, Иван Георгиевич (2-й орден)
4. капитан Токарев, Николай Александрович (2-й орден)

- О награждении начальствующего состава и краснофлотцев подводной лодки «С-1» Краснознамённого Балтийского Флота

- За «образцовое выполнение боевых заданий Командований на фронте борьбы с финской белогвардейщиной и проявленную при этом доблесть и мужество» награждены:

1. младший командир Алексашин, Сергей Алексеевич
2. военинженер 1-го ранга Свитин, Александр Алексеевич
3. старший политрук Темнов, Николай Капитонович

- О награждении начальствующего состава и краснофлотцев подводной лодки «Щ-311» Краснознамённого Балтийского Флота

- За «образцовое выполнение боевых заданий Командований на фронте борьбы с финской белогвардейщиной и проявленную при этом доблесть и мужество» награждены:

1. младший командир Мищенко, Иван Афанасьевич
2. лейтенант Силин, Виталий Александрович

### 13 февраля
- О награждении 123-й стрелковой дивизии

- За «образцовое выполнение боевых заданий Командований на фронте борьбы с финской белогвардейщиной и проявленную при этом доблесть и мужество» награждены:

- 123-я стрелковая дивизия

### 20 февраля
- О награждении участников Всесоюзной Сельскохозяйственной Выставки

- За «выдающиеся успехи в подъёме сельского хозяйства и за перевыполнение показателей Всесоюзной Сельскохозяйственной Выставки в течение двух лет, за 1937 и 1938 г.г.» награждены:

1. Азовская МТС Ростовской области
2. Актанышская МТС Татарской АССР
3. Велико-Октябрьская МТС Ульяновского района Сумской области
4. Воронковская МТС Рыбницкого района Молдавской АССР
5. Дюртюлинская МТС Башкирской АССР
6. МТС им. Кагановича Грушковского района Одесской области
7. МТС им. Кагановича Кагановичского района Краснодарского края
8. Кагарлыкская МТС Кагарлыкского района Киевской области
9. Каменская МТС им. Сталина Каменского района Кировоградской области
10. Келесская МТС Келесского района Южно-Казахстанской области
11. Орининская МТС Орининского района Каменец-Подольской области
12. Петровская МТС Сивашского района Запорожской области
13. Регарская МТС Регарского района Таджикской ССР
14. Терновская МТС Джулинского района Винницкой области
15. Колхоз «Анаствац» Вагаршапатского района Армянской ССР
16. Колхоз им. Андреева Старо-Величковского сельсовета Кагановичского района Краснодарского края
17. Колхоз им. Белорусского Особого военного округа Любаньского района Минской области
18. Колхоз им. Володарского Могилёвского района Могилёвской области
19. Колхоз «Гигант» Половинского района Челябинской области
20. Колхоз «Ильича» Добринского района Воронежской области
21. Колхоз «Память Ильича» Мытищинского района Московской области
22. Колхоз им. Калинина Аб-Перевозинского сельсовета Баградского района Хакасской автономной области
23. Колхоз им. Клары Цеткин Аннинского сельсовета Шамхорского района Азербайджанской ССР
24. Колхоз «Красный маяк» Минусинского района Красноярского края
25. Колхоз им. Ленина Летовского сельсовета Чемеровецкого района Каменец-Подольской области
26. Колхоз им. Обкома МОПР’а Красносельского сельсовета Ленинградской области
27. Колхоз «Организатор» Исакогорского района Архангельской области
28. Колхоз им. 1 Мая Долинского района Ростовской области
29. Колхоз «Перемога» села Бурты Кагарлыкского района Киевской области
30. Колхоз «Победа» Дмитровского района Московской области
31. Колхоз «Путь Ильича» Сальского района Ростовской области
32. Колхоз «Смена» Демянского района Ленинградской области
33. Колхоз «Советская деревня» Букинского сельсовета Богородского района Горьковской области
34. Колхоз им. Сталина Привольского сельсовета Артёмовского района Сталинской области
35. Колхоз им. Сталина Кольцовского сельсовета Вурнарского района Чувашской АССР
36. Колхоз им. Стаханова Алексеевского сельсовета Голопристанского района Николаевской области
37. Колхоз им. Тельмана Брагинского района Полесской области
38. Колхоз им. Хрущёва Гусатинского сельсовета Чемеровецкого района Каменец-Подольской области
39. Бахмачский совхоз Бахмачского района Черниговской области
40. Совхоз «Вертикиевка» Трояновского района Житомирской области
41. Совхоз «Гомонтово» Волосовского района Ленинградской области
42. Совхоз «Горки II» Кунцевского района Московской области
43. Совхоз «Исток» Наркомвнудела Свердловской области
44. Племенной совхоз «Караваево» Костромского района Ярославской области
45. Семеноводческий и племенной совхоз «Кубань» Ванновского района Краснодарского края
46. Государственный конный завод им. С. М. Будённого Смоленской области
47. Сычёвский государственный племенной рассадник симментальского скота Смоленской области
48. Совхоз «Торосово» Волосовского района Ленинградской области
49. Целинский зерносовхоз Ростовской области
50. Московская сельскохозяйственная академия им. К. А. Тимирязева (г. Москва)
51. Всесоюзный научно-исследовательский институт по хлопководству (г. Ташкент)

### 29 февраля
- О награждении передовиков сельского хозяйства Бурят-Монгольской АССР

- За «выдающиеся успехи в сельском хозяйстве, в особенности за перевыполнение планов по животноводству» награждены:

1. Герасимов, Василий Александрович — луговод колхоза имени XVIII партсъезда Селенгинского аймака
2. Игнатьев, Семён Денисович — секретарь Бурят-Монгольского обкома ВКП(б)
3. Кожевников, Корнил Георгиевич — конюх колхоза «Пятилетка» Джидинского аймака
4. Лубсанов, Чултум Бадмаевич — табунщик колхоза им. Кагановича Джидинского аймака
5. Семёнова, Даряма Сандуевна — доярка колхоза им. Карла Маркса
6. Цырендоржиев, Тудуп Цыбикович — комбайнер Курбинской МТС Заиграевского аймака
7. Чагдуров, Цырен-Дулма Юндоржиевна — доярка колхоза «Большевик» Селенгинского аймака

## Март

### 8 марта
- О награждении Председателя Совета Народных Комиссаров СССР товарища Вячеслава Михайловича Молотова

- За «выдающиеся заслуги в деле организации Большевистской партии, создания и укрепления Советского государства», в день его 50-летия награждён:

- Молотов, Вячеслав Михайлович

### 16 марта
- О награждении передовиков сельского хозяйства Краснодарского края

- За «выдающиеся успехи в сельском хозяйстве и в особенности за перевыполнение плана по урожайности зерновых и технических культур, а также за достижение высоких показателей по животноводству» награждены:

1. Барабанов, Устин Матвеевич — секретарь Сталинского райкома ВКП(б)
2. Волошин, Матвей Иванович — заведующий ОТФ колхоза им. Сталина Отрадненского района
3. Вороная, Клавдия Ивановна — комбайнер Штейнгардтовской МТС
4. Демченко, Мария Никитична — телятница колхоза «Шесть условий тов. Сталина» Каневского района
5. Задорожний, Николай Матвеевич — комбайнер Старо-Щербиновской МТС
6. Зиброва, Татьяна Максимовна — бригадир тракторной бригады Ново-Пластуновской МТС Ново-Леушковского района
7. Иджан, Трдат Хачикович — колхозник стахановца Адлеровского района
8. Илютиков, Дмитрий Васильевич — председатель колхоза им. 9-го января Абинского района
9. Кислая, Лидия Ивановна — доярка племхоза «Урупский» Отрадненского района
10. Костенко, Трофим Лаврентьевич — бригадир тракторной бригады Канеловской МТС
11. Откидач, Евдокия Сергеевна — звеньевая колхоза им. Палладича Северского района
12. Панасенко, Георгий Логвинович — звеньевой колхоза «Красный семенник» Славянского района
13. Пильщуков, Максим Иванович — свинарь колхоза «Новый путь» Белореченского района
14. Селезнёв, Пётр Ианнуарьевич — первый секретарь крайкома ВКП(б)
15. Тамаровский, Пётр Степанович — председатель колхоза «Красный боец» Приморско-Ахтарского района
16. Тюляев, Павел Фёдорович — председатель исполнительного комитета краевого Совета депутатов трудящихся
17. Шевкун, Павел Тихонович — бригадир тракторной бригады Красносельской МТС
18. Щукина, Пелагея Степановна — звеньевая колхоза «Ростсельмаш» Ладожского района

- О награждении передовиков сельского хозяйства Орджоникидзевского края

- За «выдающиеся успехи в сельском хозяйстве и в особенности за перевыполнение плана по урожайности зерновых и технических культур, а также за достижение высоких показателей по животноводству» награждены:

1. Батчаева, Баладжан — звеньевая колхоза «По пути Сталина» Зеленчукского района Карачаевской автономной области
2. Девяткин, Андрей Андреевич — председатель колхоза им. Володарского Ново-Александровского района
3. Кушхова, Фатимат Ибрагимовна — звеньевая колхоза имени Орджоникидзе Хабезского района Черкесской автономной области
4. Ледовской, Иван Павлович — бригадир тракторной бригады Константиновской МТС Петровского района
5. Малышева, Марфа Архиповна — звеньевая колхоза «Путь красных партизан» Егорлыкского района
6. Мельникова, Агафья Клементьевна — звеньевая колхоза «Терек» Шелковского района Кизлярского округа
7. Науменко, Андрей Герасимович — заведующий хатой-лабораторией колхоза им. Будённого Платовского района
8. Полябин, Варлам Ефимович — секретарь Ново-Александровского РК ВКП(б)
9. Рихтер, Елизавета Филипповна — доярка колхоза им. Коминтерна Минераловодского района
10. Сауткин, Никифор Дмитриевич — председатель колхоза «Красный будённовец» Левокумского района
11. Силичёва, Анастасия Григорьевна — звеньевая колхоза им. Будённого Александрийско-Обиленского района
12. Суслов, Михаил Андреевич — секретарь крайкома ВКП(б)
13. Токаев, Саид Умарбулатович — секретарь Карачаевского обкома ВКП(б)
14. Шеломицкий, Трофим Яковлевич — председатель колхоза им. Будённого Кизлярского района
15. Щербакова, Пелагея Степановна — звеньевая колхоза им. Чапаева Кизлярского района
16. Ягодник, Пелагея Петровна — звеньевая колхоза «Мировой Октябрь» Зеленчукского района Карачаевской автономной области

### 21 марта
- О награждении войсковых, частей и соединений Красной Армии

- За «образцовое выполнение боевых заданий Командований на фронте борьбы с финской белогвардейщиной и проявленную при этом доблесть и мужество» награждены:

1. 70-я стрелковая дивизия
2. 100-я стрелковая дивизия
3. 28-й корпусной артиллерийский полк

- О присвоении звания Героя Советского Союза начальствующему и рядовому составу Красной Армии

- За «образцовое выполнение боевых заданий Командований на фронте борьбы с финской белогвардейщиной и проявленные при этом отвагу и геройство» награждены:

1. младший командир Аккуратов, Фёдор Яковлевич ★
2. батальонный комиссар Антонов, Николай Дмитриевич (1-й орден ▶, 3-й орден ▶)
3. лейтенант Антонов, Яков Иванович
4. капитан Архипов, Василий Сергеевич (2-й орден ▶)
5. полковник Баранов, Виктор Ильич (2-й орден ▶)
6. капитан Белоусов, Владимир Игнатьевич
7. старший лейтенант Березин, Семён Петрович
8. младший командир Болесов, Иван Егорович ★
9. старший политрук Брагин, Николай Михайлович ★
10. красноармеец Бяков, Алексей Иванович
11. младший лейтенант Вазетдинов, Гимазетдин Вазетинович ★
12. красноармеец Васильев, Иван Васильевич
13. старший лейтенант Ватагин, Алексей Михайлович
14. красноармеец Веселов, Александр Михайлович
15. капитан Видяшев, Николай Тимофеевич ★
16. младший командир Виноградов, Андрей Степанович
17. капитан Власов, Иван Павлович (2-й орден ▶)
18. капитан Воронков, Михаил Михайлович
19. капитан Горбко, Юрий Николаевич (2-й орден >>?)
20. лейтенант Говоров, Сергей Александрович
21. комдив Гореленко, Филипп Данилович (1-й орден, 3-й орден ▶)
22. младший командир Горшков, Егор Гаврилович
23. младший лейтенант Грачёв, Аким Герасимович
24. лейтенант Грисюк, Антон Степанович
25. старший лейтенант Дегтярёв, Николай Васильевич
26. младший командир Демура, Владимир Федотович ★
27. младший командир Дерюгин, Алексей Васильевич
28. младший командир Диденко, Даниил Григорьевич
29. младший командир Дмитриев, Максим Васильевич
30. старший политрук Доценко, Василий Данилович
31. воентехник 1-го ранга Дудко, Фёдор Михайлович ★
32. капитан Дьяконов, Анатолий Александрович (2-й орден >>?)
33. младший командир Дьяконов, Ефрем Аристаулович
34. младший воентехник Евстратов, Николай Александрович
35. младший командир Егоров, Иван Егорович
36. младший лейтенант Егоров, Константин Александрович ★
37. младший политрук Егоров, Михаил Иванович ★
38. батальонный комиссар Егоров, Сергей Андреевич
39. младший командир Ежов, Николай Константинович ★
40. лейтенант Елисеев, Александр Николаевич
41. старший лейтенант Емельянов, Игнат Дмитриевич ★
42. полковник Ерлыкин, Евгений Ефимович
43. красноармеец Жуков, Фёдор Петрович ★
44. красноармеец Захаров, Василий Григорьевич
45. полковник Зашибалов, Михаил Арсентьевич (2-й орден ▶)
46. младший лейтенант Зубарев, Михаил Степанович ★
47. младший лейтенант Зинченко, Николай Аксенович
48. младший лейтенант Ибрагимов, Хабибула Ибрагимович
49. красноармеец Ионичев, Пётр Григорьевич
50. красноармеец Карабаев, Негмат
51. лейтенант Коцюбинский, Тихон Антонович
52. старший политрук Квашнин, Иван Фирсович ★
53. младший командир Кириллов, Вениамин Иванович
54. младший командир Кириллов, Михаил Петрович
55. младший командир Кирпичёв, Илларион Павлович
56. комдив Кирпонос, Михаил Петрович
57. лейтенант Кирьянов, Павел Николаевич
58. старший лейтенант Клыпин, Николай Якимович
59. батальонный комиссар Кобликов, Анатолий Николаевич
60. батальонный комиссар Кожемякин, Иван Иванович
61. младший командир Козлов, Виктор Дмитриевич
62. старший политрук Койнаш, Василий Васильевич ★
63. старший лейтенант Колесса, Борис Адольфович ★
64. младший командир Комендант, Сергей Павлович
65. лейтенант Корнилов, Борис Александрович ★
66. капитан Коровин, Иван Евдокимович ≠
67. батальонный комиссар Костылев, Александр Николаевич
68. капитан Косякин, Сергей Иванович
69. капитан Кравченко, Иван Яковлевич
70. лейтенант Краснов, Анатолий Андреевич
71. капитан Краснокутский, Хаим Меерович (2-й орден ▶)
72. красноармеец Кривой, Евгений Андреевич
73. младший командир Кротов, Фёдор Фёдорович
74. младший командир Крутоголов, Алексей Романович
75. младший лейтенант Крылов, Павел Иванович
76. младший командир Крысюк, Арсений Петрович
77. красноармеец Ксенофонтов, Александр Кузьмич ★
78. младший командир Кудашев, Идрис Моисеевич
79. старший лейтенант Кулабухов, Валентин Фёдорович
80. командарм 1-го ранга Кулик, Григорий Иванович ≠
81. красноармеец Кулик, Афанасий Трофимович
82. лейтенант Курочкин, Владимир Михайлович
83. полковник Кутейников, Михаил Петрович
84. младший лейтенант Кучеров, Франц Яковлевич
85. младший лейтенант Куштин, Иван Яковлевич
86. капитан Лаптев, Всеволод Константинович
87. старший лейтенант Ларин, Михаил Никанорович ★
88. старший лейтенант Ларионов, Георгий Петрович
89. младший командир Леонтьев, Пётр Михайлович
90. младший командир Лошков, Алексей Иванович
91. политрук Лысенко, Николай Емельянович
92. старший лейтенант Магдик, Николай Николаевич ≠
93. лейтенант Маковский, Иосиф Исакович
94. младший командир Малышев, Александр Григорьевич
95. красноармеец Маминов, Александр Иванович
96. старший лейтенант Маричев, Василий Павлович
97. капитан Мартынов, Михаил Иванович
98. командарм II ранга Мерецков, Кирилл Афанасьевич
99. старший лейтенант Мешков, Василий Михайлович
100. старший лейтенант Москвин, Василий Иванович
101. лейтенант Музыкин, Василий Филиппович
102. полковник Нанейшвили, Владимир Варденович
103. капитан Ниловский, Сергей Фёдорович
104. заместитель политрука Нигматуллин, Гафият Ярмухаметович
105. младший командир Новиков, Михаил Васильевич
106. старший лейтенант Остаев, Алексей Егорович
107. заместитель политрука Павлов, Александр Иванович
108. младший командир Павлов, Фёдор Павлович
109. комдив Парсегов, Михаил Артемьевич (1-й орден))
110. лейтенант Перегуда, Пётр Устинович
111. красноармеец Петраков, Иван Фёдорович ★
112. капитан Петраковский, Анатолий Иосифович
113. лейтенант Петренко, Василий Васильевич (Герой Советского Союза) ★
114. лейтенант Пиняев, Георгий Андреевич ★
115. красноармеец Пислегин, Виктор Кузьмич
116. младший лейтенант Плешков, Иван Иванович
117. лейтенант Плотников, Александр Григорьевич
118. младший командир Прокофьев, Фёдор Васильевич
119. комкор Птухин, Евгений Саввич ≠
120. старший лейтенант Пузанов, Лев Илларионович
121. красноармеец Рахимов, Баки Сибгатуллович ★
122. старший лейтенант Рашевский, Александр Ефимович
123. капитан Репейко, Максим Осипович ★
124. лейтенант Распопин, Пётр Фёдорович
125. младший лейтенант Рубенок, Павел Иванович
126. майор Рослый, Иван Павлович
127. младший командир Руденок, Яков Фёдорович
128. лейтенант Румянцев, Никита Иванович ★
129. младший лейтенант Рябыкин, Фёдор Иванович
130. младший лейтенант Сабиров, Хафиз Сабирович ★
131. младший командир Салов, Александр Михайлович ★
132. лейтенант Самойлов, Иван Михайлович ★
133. капитан Семёнов, Александр Фёдорович
134. старший лейтенант Сипович Михаил Иванович
135. майор Смирнов, Владимир Васильевич
136. политрук Снагощенко, Василий Гаврилович ★
137. старший лейтенант Соколов, Григорий Максимович
138. капитан Сорока, Артём Максимович ★
139. капитан Спирьков, Степан Петрович
140. старший лейтенант Старков, Георгий Вениаминович
141. младший командир Сулаберидзе, Александр Сергеевич
142. младший лейтенант Сухих, Николай Анисимович
143. младший лейтенант Тараканов, Александр Яковлевич
144. командарм 1-го ранга Тимошенко, Семён Константинович (1-й орден ▶))
145. младший лейтенант Ткачёв, Макар Лукич ≠
146. майор Торопчин, Николай Степанович
147. старший лейтенант Трифонов, Борис Павлович
148. капитан Трусов, Михаил Трофимович
149. майор Туренко, Евгений Георгиевич
150. лейтенант Ушаков, Михаил Филиппович
151. старший политрук Фомичёв, Михаил Арсеньевич
152. младший командир Фролов, Александр Фёдорович
153. младший лейтенант Фролов, Василий Михайлович ★
154. красноармеец Хапров, Иван Васильевич ★
155. лейтенант Хватов, Иван Александрович
156. заместитель политрука Хмаладзе, Илья Георгиевич
157. старший лейтенант Хорошилов, Владимир Александрович
158. полковник Хренов, Аркадий Фёдорович
159. лейтенант Чепуренко, Анатолий Алексеевич
160. младший командир Чистяков, Михаил Васильевич
161. старший лейтенант Шарапа, Владимир Ефимович
162. капитан Шаров, Василий Васильевич
163. младший командир Шеронов, Леонид Васильевич
164. младший лейтенант Шилов, Александр Васильевич ★
165. красноармеец Шихарев, Александр Фёдорович
166. лейтенант Шутов, Пётр Васильевич
167. красноармеец Щепкин, Алексей Иванович ★
168. лейтенант Юрченко, Пётр Фомич
169. заместитель политрука Яковлев, Василий Николаевич
170. красноармеец Яковлев, Сергей Хрисанфович ★
171. лейтенант Ячник, Сергей Фёдорович

- О награждении начальствующего и рядового состава Красной Армии

- За «образцовое выполнение боевых заданий Командований на фронте борьбы с финской белогвардейщиной и проявленную при этом доблесть и мужество» награждены:

1. батальонный комиссар Адамия, Григорий Николаевич
2. военврач 1-го ранга Айзман, Исаак Моисеевич
3. младший командир Алексеев, Тимофей Алексеевич
4. полковник Алябушев, Филипп Фёдорович
5. младший командир Амаров, Амар Бутаевич
6. старший политрук Аникин, Андрей Иванович
7. лейтенант Ардюков, Алексей Иванович
8. младший командир Адушкин, Иван Прокофьевич
9. красноармеец Афанасьев, Иван Николаевич
10. лейтенант Афонин, Иван Иванович
11. старший лейтенант Ахмедов, Мамед Додашьевич
12. комдив Батов, Павел Иванович
13. красноармеец Баканов, Михаил Андреевич
14. младший командир Белов, Георгий Николаевич
15. майор Белов, Михаил Иванович
16. старший лейтенант Бизин, Иван Тимофеевич
17. комбриг Богомолов, Михаил Михайлович
18. красноармеец Бузевич Тимофей Васильевич
19. младший командир Бульштейн, Эля Шлёмович
20. красноармеец Былов, Евгений Васильевич
21. корпусной комиссар Вашугин, Николай Николаевич
22. капитан Валеев, Саид Валиахметович
23. лейтенант Вальченко, Фёдор Трофимович
24. красноармеец Варгалюк, Фёдор Антонович
25. майор Васильев, Иван Васильевич
26. старший лейтенант Васильев, Константин Григорьевич
27. майор Вахрушев, Александр Андреевич
28. младший командир Великий, Александр Еремеевич
29. младший командир Венгер, Павел Иосифович
30. военврач 1-го ранга Верховский, Давид Наумович
31. старший политрук Винник, Элкун Иосифович
32. батальонный комиссар Вихорев, Александр Иванович
33. капитан Власов, Пётр Филиппович
34. комкор Воронов, Николай Николаевич
35. бригинтендант Волков, Андрей Сергеевич
36. майор Вязников, Кузьма Иовлевич
37. командарм 2-го ранга Грендаль, Владимир Давидович
38. младший лейтенант Герасименко, Василий Афанасьевич
39. заместитель политрука Гизатулин, Гашим Сибагатович
40. младший лейтенант Гражданкин, Игнат Семёнович
41. младший командир Гринчук, Александр Васильевич
42. политрук Гриневич, Василий Степанович
43. Гудков, Николай Михайлович
44. младший командир Гусев, Константин Григорьевич
45. лейтенант Дашко, Василий Семёнович
46. политрук Дёмин, Иван Артемьевич
47. младший командир Дурягин, Григорий Александрович
48. младший командир Дюшкин, Михаил Петрович
49. заместитель политрука Егоров, Михаил Яковлевич
50. комбриг Ермаков, Аркадий Николаевич
51. младший командир Ермаков, Дмитрий Фёдорович
52. лейтенант Желнин, Алексей Алексеевич
53. младший политрук Зинин, Василий Андреевич
54. корпусной комиссар Запорожец, Александр Иванович
55. бригадный комиссар Зеленков, Марк Никонорович
56. комдив Злобин, Вениамин Михайлович
57. красноармеец Злобин, Кузьма Петрович
58. полковник Иванов, Владимир Иванович
59. политрук Калиничев, Ефим Михайлович
60. младший командир Калинов, Анатолий Алексеевич
61. политрук Кальницкий, Андрей Васильевич
62. полковник Камера, Иван Павлович
63. лейтенант Кардавильцев, Николай Михайлович
64. младший лейтенант Карпунов, Алексей Владимирович
65. полковой комиссар Карталов, Никита Евдокимович
66. младший командир Картошёв, Иван Фролович
67. политрук Кашунин, Афанасий Иванович
68. младший командир Кизанов, Василий Андреевич
69. дивизионный комиссар Клементьев, Николай Николаевич
70. младший лейтенант Климентьев, Пётр Алексеевич
71. младший командир Клопков, Иван Андреевич
72. военинженер 2-го ранга Коблинов, Владимир Николаевич
73. красноармеец Ковалюк, Фёдор Ефимович
74. младший командир Кожанов, Василий Дмитриевич
75. майор Козиев, Анатолий Гаврилович
76. лейтенант Колесников, Василий Трофимович
77. лейтенант Компаниец, Николай Семёнович
78. капитан Косенков, Георгий Дмитриевич
79. младший командир Крапивка, Никита Антонович
80. младший лейтенант Крижанов, Анатолий Евдокимович
81. капитан Круподёров, Герасим Ефремович
82. младший лейтенант Крылов, Александр Васильевич
83. старший политрук Кулагин, Григорий Петрович
84. красноармеец Кухта, Иван Афанасьевич
85. заместитель политрука Кучеров, Фёдор Константинович
86. полковник Лаврик, Семён Андреевич
87. майор Лапкин, Пётр Михайлович
88. полковой комиссар Лебедев, Николай Георгиевич
89. техник-интендант 2-го ранга Лехциор, Фёдор Александрович
90. старший политрук Литвиненко, Трофим Афанасьевич (2-й орден ▶)
91. младший командир Логвинский, Ефим Сергеевич
92. младший командир Луценко, Василий Алексеевич
93. младший политрук Лымарь, Михаил Николаевич
94. лейтенант Любочка, Фёдор Николаевич
95. лейтенант Ляшенко, Павел Степанович
96. младший командир Макаров, Иван Дмитриевич
97. младший командир Малеванный, Иван Павлович
98. лейтенант Мальцев, Иван Никифорович
99. капитан Марков, Валентин Васильевич (2-й орден 15.11.1950)
100. красноармеец Марков, Николай Ильич
101. младший лейтенант Мартыновский, Порфирий Григорьевич
102. старший лейтенант Махин, Иван Кононович
103. старший лейтенант Мешко, Михаил Петрович
104. старший лейтенант Микельман, Александр Александрович
105. младший лейтенант Михайлов, Герман Прокофьевич
106. младший командир Михайлов, Михаил Михайлович
107. старший политрук Михалёв, Иван Матвеевич
108. капитан Михальченко, Сергей Константинович
109. лейтенант Михейкин, Дмитрий Александрович
110. младший командир Мишинов, Василий Фёдорович
111. младший лейтенант Молчанов, Владимир Александрович
112. старший лейтенант Мочекра, Семён Антонович
113. красноармеец Мулаев, Хасан Мулаевич
114. младший командир Мыслюк, Борис Филиппович
115. военврач 2-го ранга Наумов, Георгий Юрьевич
116. младший командир Незнамов, Герман Евгеньевич
117. младший лейтенант Огородников, Евгений Андреевич
118. красноармеец Оленко, Николай Кузьмич
119. военврач 2-го ранга Остроумов, Борис Алексеевич
120. комкор Парусинов, Филипп Алексеевич
121. заместитель политрука Парфеня, Анатолий Михайлович
122. красноармеец Петельчук, Андрей Григорьевич
123. лейтенант Петренко, Василий Спиридонович
124. политрук Петров, Алексей Алексеевич
125. заместитель политрука Петров, Андрей Иванович
126. младший политрук Пинчук, Александр Еремеевич
127. капитан Пиотровский, Эдуард Францевич
128. заместитель политрука Плискачёв, Григорий Иванович
129. младший лейтенант Биленко, Иван Алексеевич
130. лейтенант Подгорный, Фёдор Ильич
131. младший лейтенант Пономаренко, Иван Антонович
132. политрук Поршаков, Гавриил Макарович
133. младший командир Пушков, Владимир Матвеевич
134. комдив Пядышев, Константин Павлович ≠
135. воентехник 1-го ранга Раздин, Иван Митрофанович
136. младший лейтенант Ребров, Филипп Филиппович
137. младший командир Романов, Михаил Емельянович
138. военврач 1-го ранга Романченко, Владимир Фёдорович
139. младший командир Румянцев, Степан Петрович
140. техник-интендант 2-го ранга Рыбин, Сергей Дмитриевич
141. красноармеец Рябцев, Сергей Игнатович
142. лейтенант Сарычев, Анатолий Афанасьевич
143. полковой комиссар Синицын, Александр Петрович
144. младший командир Ситор, Василий Иванович
145. майор Скляров, Александр Васильевич
146. батальонный комиссар Смирнов, Борис Николаевич
147. старший политрук Смирнов, Михаил Петрович
148. командарм 2-го ранга Смородинов, Иван Васильевич
149. красноармеец Соколов, Александр Филиппович
150. лейтенант Соколов, Сергей Иванович
151. политрук Старорусский, Василий Кириллович
152. младший командир Стаценко, Василий Митрофанович
153. младший командир Страхов, Василий Дорофеевич
154. старший политрук Сукочёв, Иван Дмитриевич
155. красноармеец Супруненко, Василий Денисович
156. младший командир Стыдов, Иван Иванович
157. политрук Тайгулов, Габит
158. заместитель политрука Тирик, Владимир Максимович
159. майор Титов, Андрей Александрович
160. старший лейтенант Топилин, Пётр Семёнович
161. капитан Тоцкий, Василий Варфоломеевич
162. младший командир Требут, Иван Захарович
163. комбриг Трофименко, Сергей Георгиевич (2-й орден ▶)
164. полковник Тупиков, Пётр Николаевич
165. полковой комиссар Ушаков, Алексей Михайлович
166. младший командир Феофанов, Павел Петрович
167. капитан Фетисов, Алексей Степанович
168. младший командир Фролов, Павел Петрович
169. военврач 2-го ранга Хитрово, Захарий Сергеевич
170. капитан Хроменко, Максим Петрович
171. старший лейтенант Челышев, Ефим Павлович
172. красноармеец Черниенко, Пётр Давыдович
173. старший политрук Чечнев, Константин Васильевич
174. комдив Чибисов, Никандр Евлампиевич (2-й орден ▶)
175. красноармеец Шагин, Павел Павлович
176. младший командир Шварнев, Павел Фролович
177. лейтенант Шведовский Александр Владимирович
178. красноармеец Шепель, Савелий Гордеевич
179. лейтенант Шентябин, Аркадий Иванович
180. младший командир Шкодин, Леонид Александрович
181. старший лейтенант Шляпников, Иван Павлович
182. лейтенант Штырляев, Александр Лаврентьевич
183. лейтенант Южин, Константин Самойлович
184. младший лейтенант Ядрихинский, Василий Константинович

## Апрель

### 7 апреля
- О награждении войсковых, частей и соединений Красной Армии

- За «образцовое выполнение боевых заданий Командований на фронте борьбы с финской белогвардейщиной и проявленную при этом доблесть и мужество» награждены:

1. 136-я стрелковая дивизия
2. 39-я отдельная легко-танковая бригада

- О присвоении звания Героя Советского Союза начальствующему и рядовому составу Красной Армии

- За «образцовое выполнение боевых заданий Командований на фронте борьбы с финской белогвардейщиной и проявленные при этом отвагу и геройство» награждены:

1. младший лейтенант Айрапетян, Григорий Михайлович
2. младший лейтенант Альпеев, Семён Павлович
3. лейтенант Андриянов, Александр Иванович
4. младший командир Антилевский, Бронислав Романович ≠
5. младший командир Арасланов, Гафиатулла Шагимарданович
6. красноармеец Артемьев Иван Тимофеевич
7. майор Балашов, Иван Филиппович (2-й орден ▶)
8. младший лейтенант Бекетов, Михаил Иванович
9. младший политрук Богатырь, Пётр Устинович
10. старший политрук Бойко, Василий Романович (2-й орден ▶)
11. красноармеец Бойцов, Иван Никитович ★
12. младший командир Бутяков, Сергей Николаевич ★
13. лейтенант Быков, Михаил Иванович ★
14. старший лейтенант Василенко, Гавриил Тарасович
15. капитан Виноградов, Леонид Васильевич (2-й орден ▶)
16. красноармеец Винокуров, Борис Алексеевич ★
17. политрук Власенко, Николай Поликарпович
18. капитан Вовна, Пётр Алексеевич ★
19. красноармеец Греков, Николай Семёнович
20. лейтенант Гуденко, Михаил Александрович ★
21. младший командир Гуслев, Георгий Данилович
22. младший политрук Гутин, Василий Леонтьевич ★
23. красноармеец Дёмкин, Александр Самуилович
24. лейтенант Бубер, Леонид Ильич
25. старший лейтенант Дударенко, Михаил Тарасович ★
26. лейтенант Егоров, Спиридон Михайлович
27. лейтенант Елейников, Стефан Ефимович ★
28. красноармеец Емельянов, Виктор Васильевич
29. майор Журавлёв, Иван Петрович (1-й орден ▶, 3-й ▶)
30. майор Зеленцов, Виктор Владимирович (2-й орден 1954)
31. младший командир Зинин, Андрей Филиппович
32. красноармеец Иванов, Фёдор Иванович ★
33. младший командир Игашев, Александр Александрович
34. шофёр Ильиных, Иван Михайлович
35. старший лейтенант Карсанов, Казбек Дрисович
36. младший командир Каськов, Константин Андреевич ★
37. заместитель политрука Кива, Алексей Минович
38. полковник Клевцов, Василий Ильич
39. лейтенант Климов, Илья Иванович ★
40. шофёр Клюкин, Василий Степанович
41. младший командир Кожанов, Николай Павлович
42. младший лейтенант Козлов, Ефим Михайлович ★
43. лейтенант Коломейцев, Анатолий Филиппович
44. лейтенант Комаров, Николай Николаевич
45. лейтенант Кораблёв, Константин Иванович
46. младший политрук Костров, Пётр Семёнович ★
47. младший командир Кузнецов, Борис Львович
48. младший командир Кузнецов, Константин Григорьевич
49. старший лейтенант Куксов, Пётр Фёдорович ★
50. старший лейтенант Кулейкин, Павел Иванович
51. старший политрук Кучерявый, Виктор Дмитриевич ★
52. лейтенант Кшенский, Александр Фадеевич (2-й орден ?)
53. механик-водитель Ламзин, Фёдор Иванович ★
54. старший политрук Лёвочкин, Андрей Ефимович ★
55. полковник Лелюшенко, Дмитрий Данилович (2-й орден ▶)
56. капитан Леонченко, Николай Константинович
57. красноармеец Липаткин, Фёдор Акимович
58. красноармеец Лихачёв, Василий Иванович ★
59. красноармеец Лякин, Иван Петрович
60. капитан Майский, Сахип Нурлугоянович
61. красноармеец Максименя, Иосиф Маркович
62. младший командир Манасян, Исак Маркосович
63. младший лейтенант Марков, Александр Маркович
64. младший лейтенант Масич, Виктор Григорьевич
65. младший командир Матвиенко, Николай Ефимович
66. красноармеец Матузов, Клим Григорьевич
67. механик-водитель Машков, Николай Васильевич ★
68. старший лейтенант Миронов, Сергей Иванович
69. красноармеец Мичурин, Василий Сергеевич
70. майор Младенцев, Семён Иванович (2-й орден ▶)
71. лейтенант Назаренко, Владимир Афанасьевич
72. капитан Нетреба, Василий Гаврилович (2-й орден ▶)
73. младший командир Нечаев, Василий Григорьевич
74. младший лейтенант Никитенко, Григорий Евсеевич
75. политрук Овчинников, Василий Фёдорович
76. младший командир Олейников, Павел Романович
77. капитан Орлов, Константин Николаевич ★
78. старший политрук Пасечник, Артём Спиридонович ★
79. капитан Петров, Пётр Михайлович
80. заместитель политрука Петрушин, Иван Антонович ★
81. старший лейтенант Письменный, Владимир Васильевич ★
82. старший лейтенант Петров, Иван Тимофеевич
83. лейтенант Полянский, Степан Иванович
84. политрук Прохоров, Александр Васильевич ★
85. старший лейтенант Прошин, Иван Иванович (2-й орден ▶)
86. полковник Пятыхин, Иван Гаврилович (2-й орден ▶)
87. младший лейтенант Розанов, Василий Петрович ★
88. младший командир Романенков, Александр Михайлович ★
89. младший командир Серебряков, Андрей Михайлович
90. старший лейтенант Сенютин, Николай Петрович
91. механик-водитель Сиволап, Иван Данилович
92. младший лейтенант Сироткин, Анатолий Петрович
93. младший командир Ситько, Андрей Васильевич
94. лейтенант Словнов, Александр Иванович ★
95. красноармеец Стеблев, Александр Фёдорович
96. лейтенант Стольников, Николай Максимович
97. старший лейтенант Строганов, Дмитрий Евгеньевич
98. механик-водитель Стрючков, Василий Васильевич ★
99. лейтенант Тарасов, Лука Фёдорович
100. старший лейтенант Телешев, Андрей Григорьевич ★
101. лейтенант Толмачёв, Николай Павлович
102. младший командир Толстов, Пётр Егорович
103. полковник Турбин, Дмитрий Иванович (1-й орден)
104. лейтенант Турцевич, Николай Фёдорович ★
105. младший лейтенант Тюрин, Михаил Петрович ★
106. младший командир Ударов, Николай Иванович
107. лейтенант Фёдоров, Василий Фёдорович
108. капитан Фёдоров, Евгений Петрович (2-й орден ▶)
109. младший командир Федорчук, Павел Степанович
110. красноармеец Харитонов, Фёдор Алексеевич
111. лейтенант Худяков, Иван Степанович
112. политрук Черников, Михаил Васильевич
113. младший командир Чернышёв, Александр Кондратьевич ★
114. комбриг Черняк, Степан Иванович (1-й орден ▶)
115. старший лейтенант Шевенок, Демид Яковлевич
116. лейтенант Щемелёв, Николай Фёдорович
117. старший лейтенант Шинкаренко, Фёдор Иванович (1-й орден)
118. батальонный комиссар Яковенко, Леонтий Игнатьевич (2-й орден ▶)
119. политрук Якушенко, Иван Фёдорович

- О награждении начальствующего и рядового состава Красной Армии

- За «образцовое выполнение боевых заданий Командований на фронте борьбы с финской белогвардейщиной и проявленную при этом доблесть и мужество» награждены:

1. военинженер 1-го ранга Агеев, Александр Владимирович
2. красноармеец Алексеев, Никифор Петрович
3. комдив Акимов, Степан Дмитриевич
4. младший командир Алцыбеев, Яков Иванович
5. младший лейтенант Антоненко, Пётр Григорьевич
6. младший командир Аржанников, Александр Фёдорович
7. младший командир Артамошкин, Андрей Петрович
8. младший командир Афанасьев, Иван Михайлович
9. лейтенант Балмат, Василий Семёнович (2-й орден ▶)
10. младший командир Бархотов, Василий Алексеевич
11. полковник Белов, Николай Георгиевич
12. младший командир Белоусов, Виктор Иванович
13. лейтенант Булычёв, Леонид Максимович
14. младший командир Беляков, Константин Захарович
15. капитан Борисенко, Михаил Ильич
16. старший лейтенант Бессмертный, Василий Иванович
17. майор Борисенко, Михаил Харлампиевич (2-й орден ▶)
18. красноармеец Васильев, Михаил Миронович
19. младший лейтенант Ватаев, Александр Харитонович
20. лейтенант Ващенко, Сергей Ефимович
21. младший командир Виноградов, Павел Иванович
22. капитан Виноградов, Николай Иванович
23. комбриг Власов, Трофим Леонтьевич
24. лейтенант Володин, Александр Николаевич
25. старший лейтенант Воронин, Пётр Иванович
26. старший лейтенант Гейбо, Иосиф Иванович (2-й орден ▶)
27. майор Гиль, Яков Илларионович
28. капитан Голиадзе, Лаврентий Алексеевич
29. Голованов, Александр Евгеньевич
30. лейтенант Глазунов, Владимир Георгиевич
31. красноармеец Головяшкин, Василий Степанович
32. старший лейтенант Гончаренко, Николай Романович
33. красноармеец Городецкий, Франц Николаевич
34. старший лейтенант Горюнов, Сергей Александрович
35. старший политрук Грамоткин, Павел Иванович
36. младший лейтенант Гылов, Михаил Тимофеевич
37. младший лейтенант Данилкин, Николай Иванович
38. старший лейтенант Денисов, Михаил Иосифович
39. капитан Доброславский, Алексей Иванович
40. младший политрук Детковский, Поликарп Филимонович
41. майор Добыш, Фёдор Иванович (2-й орден ▶)
42. младший политрук Дудырев, Василий Егорович
43. старший лейтенант Дымов, Николай Алексеевич
44. комбриг Ерёмин, Степан Илларионович
45. старший лейтенант Ермаков, Афанасий Никитович
46. батальонный комиссар Ермачков, Иван Константинович
47. капитан Журавский, Дмитрий Терентьевич
48. младший лейтенант Жданов, Михаил Михайлович
49. старший лейтенант Зазулянский, Кондрат Романович
50. майор Забелин, Алексей Фёдорович
51. политрук Зайцев, Константин Дмитриевич
52. батальонный комиссар Зубарев, Василий Афанасьевич
53. красноармеец Иванов, Евдоким Николаевич
54. капитан Ивакин, Андрей Никитович
55. старший лейтенант Исанов, Константин Дмитриевич
56. капитан Иванов, Дмитрий Иванович
57. капитан Иванов, Леонид Иванович
58. старший лейтенант Каврыжко, Фёдор Филиппович
59. капитан Калинин, Иван Петрович
60. капитан Каленов, Феофан Константинович
61. старший лейтенант Карлыганов, Алексей Николаевич
62. младший командир Карамышев, Константин Михайлович
63. батальонный комиссар Касимов, Фахрутдин Ромазанович
64. младший командир Каширин, Ефим Иванович
65. старший лейтенант Касьянов, Александр Фёдорович
66. младший лейтенант Кирьянов, Фёдор Петрович
67. политрук Клейман, Владимир Борисович
68. младший командир Климов, Фёдор Григорьевич
69. красноармеец Козенко, Пётр Дмитриевич
70. комбриг Кондрусев, Семён Михайлович (2-й орден ▶)
71. капитан Косичкин, Никифор Лукич
72. старший лейтенант Костерин, Александр Иванович
73. младший лейтенант Краевой, Максим Евстафьевич
74. красноармеец Красников, Василий Григорьевич
75. полковник Крюков, Владимир Викторович (2-й орден ▶)
76. воентехник 2-го ранга Кузнецов, Фёдор Алексеевич
77. лейтенант Кузнецов, Семён Прокопьевич
78. комдив Курочкин, Павел Алексеевич (2-й орден ▶
79. старший лейтенант Лаврентьев, Сергей Феодосьевич
80. лейтенант Ланге, Александр Зейфридович
81. лейтенант Лезин, Александр Васильевич
82. полковник Леонов, Василий Степанович
83. капитан Лихачёв, Фёдор Михайлович
84. капитан Липовка, Лаврентий Фёдорович
85. военврач 2-го ранга Лукьянов, Тимофей Тимофеевич
86. майор Ломакин, Евгений Никитович
87. лейтенант Лысенко, Евгений Павлович (2-й орден ▶)
88. старший лейтенант Маленёв, Алексей Сафронович
89. старший лейтенант Макаров, Александр Григорьевич
90. младший политрук Малютин, Пётр Егорович
91. майор Меньшиков, Фёдор Иванович (2-й орден ▶)
92. старший лейтенант Марков, Кирилл Сергеевич
93. Миловидов, Иван Филиппович
94. младший лейтенант Мешков, Аким Павлович
95. капитан Михалевский, Алексей Фёдорович
96. лейтенант Миносян, Артамон Еновкович
97. политрук Михайлов, Иван Антонович
98. старший лейтенант Моисеев, Василий Александрович
99. лейтенант Молчанов, Евгений Никифорович
100. капитан Набоков, Семён Константинович (2-й орден ▶)
101. лейтенант Нетунахин, Борис Григорьевич
102. полковник Новодранов, Николай Иванович
103. комбриг Новиков, Александр Александрович ≠ (2-й орден ▶)
104. лейтенант Новосельцев, Иван Никонорович
105. старший политрук Оглоблин, Николай Николаевич
106. красноармеец Осипов, Степан Тимофеевич
107. младший командир Остроумов, Алексей Николаевич
108. командарм 2-го ранга Павлов, Дмитрий Григорьевич (2-й орден ▶) ≠
109. старший лейтенант Павлов, Фёдор Феоктистович
110. лейтенант Палевич Дмитрий Яковлевич
111. лейтенант Папазьян, Завен Крикорович
112. младший командир Паутинский, Лев Аркадьевич
113. военинженер 1-го ранга Петров, Сергей Дмитриевич
114. младший лейтенант Пичкуров, Кузьма Алексеевич
115. военинженер 2-го ранга Плахов, Михаил Иванович
116. капитан Поваренко, Иван Михайлович
117. лейтенант Попов, Александр Иванович
118. старший лейтенант Погодин, Дмитрий Ефимович
119. майор Просвирин, Григорий Алексеевич
120. младший политрук Пожарский, Семён Александрович
121. красноармеец Путенёв, Ефим Сергеевич
122. капитан Ратников, Николай Дмитриевич
123. заместитель политрука Рогачёв, Павел Михайлович
124. лейтенант Решетников, Константин Дмитриевич
125. младший командир Рожнов, Василий Андреевич
126. сержант государственной безопасности Рюмин, Алексей Алексеевич
127. майор Самохин, Иван Климентьевич (2-й орден ▶)
128. полковник Самкин, Николай Яковлевич
129. младший командир Сафонов, Фёдор Иванович
130. младший лейтенант Сергеев, Алексей Николаевич
131. красноармеец Семёнов, Иван Семёнович
132. майор Сенкевич, Пётр Михайлович
133. капитан Симак, Алексей Мартьянович
134. красноармеец Сидоренко, Яков Максимович
135. младший лейтенант Сисман, Иван Ульянович
136. красноармеец Славнов, Александр Иванович
137. майор Соколов, Василий Иванович
138. батальонный комиссар Соловьёв, Пётр Алексеевич
139. майор Соколов, Николай Александрович
140. лейтенант Соломатин, Виктор Дмитриевич
141. капитан Стародумов, Георгий Кириллович
142. капитан Старченко, Григорий Яковлевич
143. комбриг Стерлигов, Борис Васильевич (2-й орден ▶))
144. красноармеец Степаненко, Алексей Васильевич
145. старший лейтенант Струнников, Николай Павлович
146. старший лейтенант Степанов, Алексей Капитонович
147. полковник Судец, Владимир Александрович (2-й орден ▶)
148. лейтенант Сулим, Григорий Иванович
149. лейтенант Сумин, Борис Фёдорович
150. старший лейтенант Супрунюк, Иван Алексеевич
151. лейтенант Тарасов, Николай Александрович
152. младший командир Целеш, Иван Григорьевич
153. лейтенант Трошин, Алексей Григорьевич
154. младший лейтенант Ткаленко, Анатолий Павлович
155. младший политрук Ткачёв, Владимир Иванович
156. лейтенант Ткаченко, Николай Петрович
157. капитан Туныгин, Фёдор Петрович
158. старший лейтенант Туркатов, Анатолий Михайлович
159. полковник Тупиков, Георгий Николаевич (2-й орден ▶)
160. красноармеец Утабаев, Малик
161. полковник Фёдоров, Фёдор Гаврилович
162. лейтенант Файнберг Лев Моисеевич
163. капитан Фирюлин, Афанасий Семёнович
164. младший лейтенант Холодный, Александр Данилович
165. батальонный комиссар Хоробрых, Фёдор Николаевич
166. красноармеец Храмцов, Константин Михайлович
167. полковой комиссар Хромов, Степан Андреевич
168. старший лейтенант Чапенко, Иван Калинкович
169. старший политрук Черневский, Владимир Григорьевич
170. политрук Черпаченко, Николай Иванович
171. красноармеец Шварцман, Абрам Срулевич
172. полковой комиссар Шиманов, Николай Сергеевич (2-й орден ▶) ≠
173. старший лейтенант Шелудько, Иван Евтихович
174. красноармеец Шеронов, Александр Яковлевич
175. красноармеец Шестов, Василий Васильевич
176. красноармеец Шмелёв, Михаил Иванович
177. лейтенант Шучалин, Мефодий Дмитриевич
178. младший лейтенант Юрковский, Терентий Филиппович
179. заместитель политрука Юсупов, Лукман
180. капитан Юспин, Валерий Кириллович

### 11 апреля
- О присвоении звания Героя Советского Союза начальствующему и рядовому составу Красной Армии

- За «образцовое выполнение боевых заданий Командований на фронте борьбы с финской белогвардейщиной и проявленные при этом отвагу и геройство» награждены:

1. красноармеец Аляев, Иван Павлович
2. военфельдшер Бирцев, Иван Фёдорович ★
3. младший лейтенант Бабаченко, Фёдор Захарович
4. красноармеец Берендеев, Николай Михайлович
5. красноармеец Волосевич Пётр Семёнович ★
6. красноармеец Гармаев, Гармажап Аюрович
7. старший лейтенант Долгий, Борис Семёнович ★
8. младший командир Доний, Захар Афанасьевич
9. младший командир Дребот, Иван Захарович
10. капитан Дыдышко, Александр Иванович
11. младший политрук Жолоб, Степан Михайлович
12. лейтенант Журавлёв, Степан Михайлович
13. младший лейтенант Зарников, Иван Семёнович
14. младший командир Заяц, Денис Архипович
15. шофёр Залесов, Прохор Денисович
16. лейтенант Комлев, Степан Петрович
17. шофёр Крайнов, Иван Дмитриевич
18. красноармеец Кунижев, Замахшяри Османович ≠
19. лейтенант Марков, Иван Петрович
20. старший лейтенант Николенко, Степан Михайлович
21. лейтенант Осипенко, Александр Трофимович ★
22. младший командир Самойлов, Иван Арсеньевич
23. младший командир Сёмин, Сергей Васильевич
24. лейтенант Спиряков, Иван Фёдорович ★
25. старший лейтенант Хараборкин, Георгий Филимонович
26. младший лейтенант Шамрай, Михаил Семёнович

- О награждении профессора Гамалея Н. Ф.

- За «выдающиеся заслуги в области микробиологии и борьбе с инфекционными заболеваниями, а также в связи с 55-летием научной, педагогической и общественной деятельности» награждён:

- профессор Гамалея, Николай Федорович

- О награждении начальствующего и рядового состава Красной Армии

- За «образцовое выполнение боевых заданий Командований на фронте борьбы с финской белогвардейщиной и проявленную при этом доблесть и мужество» награждены:

1. младший лейтенант Андрюшенко, Мефодий Гордеевич
2. младший лейтенант Бабенко, Михаил Алексеевич
3. военврач 2-го ранга Батаен, Григорий Моисеевич
4. старший лейтенант Бодров, Яков Семёнович
5. старший лейтенант Борисюк, Григорий Иванович
6. красноармеец Букреев, Василий Фёдорович
7. младший политрук Быков, Владимир Степанович
8. младший лейтенант Вайцехович, Пётр Фёдорович
9. красноармеец Ватолин, Трифон Фёдорович
10. младший командир Воронов, Иван Павлович
11. старший лейтенант Говорухин, Иван Антонович
12. красноармеец Голенков, Егор Ефимович
13. младший командир Гоголадзе, Николай Петрович
14. младший лейтенант Голубев, Иван Васильевич
15. капитан Гусев, Михаил Александрович
16. старший лейтенант Данилевский, Николай Иванович
17. младший лейтенант Демченко, Роман Прокофьевич
18. военврач 2-го ранга Добычин, Борис Дмитриевич
19. капитан Дроздов, Игнатий Иванович
20. младший командир Дроздов, Тимофей Сергеевич
21. красноармеец Егоров, Василий Петрович
22. сержант государственной безопасности Ельник, Гирш Гейцелевич
23. старший политрук Евстафеев, Николай Андреевич
24. лейтенант Желанов, Андрей Николаевич
25. красноармеец Жданов, Антон Петрович
26. младший политрук Замятин, Аверьян Семёнович
27. красноармеец Зубец, Пётр Маркович
28. старший лейтенант Казарьян, Гайк Григорьевич
29. старший лейтенант Кожанов, Константин Григорьевич (2-й орден ▶)
30. младший политрук Коптяев, Александр Васильевич
31. младший командир Коршулов, Фёдор Васильевич
32. лейтенант Бондарь, Иван Калистратович (2-й орден ▶)
33. младший политрук Крашенко, Алексей Романович
34. старший лейтенант Курбатов, Николай Михайлович
35. механик-водитель Леонов, Василий Фёдорович
36. младший лейтенант Маркин, Андрей Кузьмич
37. лейтенант Мартьянов, Анатолий Иванович
38. механик-водитель Матвеюк, Феодосий Григорьевич
39. воентехник 2-го ранта Меркушин, Михаил Иванович
40. красноармеец Минин, Пётр Николаевич
41. капитан Миронов, Евгений Андреевич (2-й орден ▶)
42. лейтенант Митькин, Владимир Фёдорович
43. политрук Михайлов, Дмитрий Васильевич
44. младший командир Некрасов, Сергей Константинович
45. майор Непомнящих, Александр Тихонович
46. младший политрук Нечипуренко, Григорий Григорьевич
47. старший лейтенант Овчинников, Михаил Николаевич
48. младший лейтенант Онипко, Митрофан Иванович
49. политрук Осипов, Василий Николаевич
50. политрук Отрощенко, Михаил Иванович
51. старший лейтенант Ошмарин, Сергей Григорьевич
52. лейтенант Панасюк, Владимир Прокофьевич
53. младший командир Перфимов, Иван Дмитриевич
54. капитан Приходько, Василий Петрович
55. капитан Потанин, Виктор Кузьмич
56. красноармеец Прохоров, Григорий Алексеевич
57. заместитель политрука Пятин, Евгений Михайлович
58. младший лейтенант Рогов, Филипп Иванович
59. старший лейтенант Родионов, Фёдор Ильич
60. красноармеец Рябцун, Филипп Васильевич
61. лейтенант Савицкий, Владислав Фаддеевич
62. красноармеец Садбаев, Житкербай
63. механик-водитель Сажнев, Иван Григорьевич
64. младший командир Сахаутдинов, Мингас Сахаутдинович
65. политрук Седлецкий, Феликс Антонович
66. красноармеец Семёнов, Николай Семёнович
67. красноармеец Серёжкин, Тихон Афанасьевич
68. старший лейтенант Синчилин, Василий Ильич
69. лейтенант Сова, Иван Васильевич
70. младший командир Соловьёв, Александр Васильевич
71. капитан Соловьёв, Николай Гаврилович
72. майор Степанов, Семён Сергеевич
73. младший лейтенант Тихомиров, Николай Геннадиевич
74. младший командир Качук, Даниил Максимович
75. младший лейтенант Толстых, Михаил Петрович
76. младший командир Федоренко, Иван Филиппович
77. младший командир Хвастунцов, Иван Моисеевич
78. младший командир Хлонин, Владимир Иванович
79. лейтенант Холомендык, Даниил Васильевич
80. лейтенант Хлыстов, Алексей Иванович
81. батальонный комиссар Худин, Николай Иванович
82. механик-водитель Чижов, Николай Александрович
83. красноармеец Шевченко, Роман Иванович
84. старший политрук Шурандин, Андрей Фёдорович
85. красноармеец Щуляк, Юрий Андреевич
86. старший лейтенант Эсаулов, Владимир Дмитриевич
87. младший лейтенант Ющенко, Пётр Петрович
88. младший лейтенант Яковых, Филипп Иванович

### 17 апреля
- О награждении ленинградских предприятий и учреждений

- За «образцовое выполнение правительственных заданий по укреплений обороноспособности нашей страны» награждены:

1. Ижорский завод Наркомата судостроительной промышленности
2. Завод № 189 им. Серго Орджоникидзе Наркомата судостроительной промышленности
3. Завод № 5 Наркомата боеприпасов

- О награждении работников ленинградских предприятий и учреждений

- За «успешную работу и проявленную инициативу по укреплений обороноспособности нашей страны» награждены:

1. Варламов, Николай Алексеевич — водитель машин Кировского завода
2. Виноградов, Иван Петрович — главный врач больницы им. 25-го Октября
3. Волков, Алексей Семёнович — начальник цеха Кировского завода
4. Восканян, Воскан Агабекович — директор завода № 211
5. Востоков, Михаил Николаевич — начальник отдела дальней связи завода «Красная заря»
6. Джанелидзе, Юстин Юлианович — главный хирург больницы им. Эрисмана (2-й орден ▶)
7. Духов, Николай Леонидович — старший инженер Кировского завода (2-й орден ▶)
8. Елисеев, Иван Дмитриевич — слесарь завода № 174
9. Ермолаев, Афанасий Семёнович — старший инженер Кировского завода (2-й орден ▶)
10. Киреев, Пётр Петрович — кузнец Кировского завода
11. Клепиков, Даниил Андреевич — механик завода № 210
12. Котин, Жозеф Яковлевич — начальник СКБ-2 Кировского завода (2-й орден ▶)
13. Кузнецов, Алексей Александрович — секретарь Ленинградского городского комитета ВКП(б) (2-й орден ▶) ≠
14. Милов, Георгий Александрович — начальник госпиталя в г. Боровичи
15. Никитин, Алексей Никитич — начальник цеха завода им. Энгельса
16. Палей, Элья Шмеркович — старший инженер завода № 185
17. Петров, Александр Павлович — директор завода им. Макса Гельца
18. Познахирко, Михаил Давыдович — прессовщик Ижорского завода
19. Ракитин, Николай Иванович — фрезеровщик завода № 7
20. Смирнов, Георгий Константинович — директор завода № 210
21. Соколов, Михаил Николаевич — начальник цеха завода «Красный гвоздильщик»
22. Сторонкин, Василий Нилович — токарь завода им. Карла Маркса
23. Шемета, Григорий Васильевич — кузнец завода им. Егорова

### 21 апреля
- О присвоении звания Героя Советского Союза начальствующему и краснофлотцам Военно-Морского Флота

- За «образцовое выполнение боевых заданий Командований на фронте борьбы с финской белогвардейщиной и проявленные при этом отвагу и геройство» награждены:

1. батальонный комиссар Волосевич, Иван Иванович
2. краснофлотец Гармоза, Михаил Михайлович
3. майор Губанов, Георгий Петрович (2-й орден ▶)
4. капитан Губрий, Алексей Антонович (2-й орден ▶)
5. майор Денисов, Алексей Александрович
6. капитан Кондратьев, Пётр Васильевич
7. капитан 3-го ранга Коняев, Анатолий Михайлович
8. старший лейтенант Нефёдов, Анатолий Иванович
9. краснофлотец Посконкин, Александр Романович
10. старший лейтенант Радус, Фёдор Никифорович (2-й орден ▶)
11. майор Романенко, Иван Георгиевич (1-й орден, 3-й орден ▶))
12. лейтенант Савченко, Владимир Миронович
13. майор Токарев, Николай Александрович (1-й орден)
14. лейтенант Шувалов, Сергей Михайлович ★

- О награждении краснофлотцев, красноармейцев и начальствующего состава Военно-Морского Флота

- За «образцовое выполнение боевых заданий Командований на фронте борьбы с финской белогвардейщиной и проявленную при этом доблесть и мужество» награждены:

1. капитан Антоненко, Алексей Касьянович (2-й орден ▶)
2. майор Багров, Василий Васильевич
3. полковник Бартновский, Дмитрий Филиппович (2-й орден ▶)
4. старший лейтенант Белов, Андрей Иванович
5. батальонный комиссар Богданов, Сергей Герасимович
6. лейтенант Боковня, Степан Иосифович
7. красноармеец Васильев, Владимир Романович
8. старший лейтенант Войтенко, Степан Ефимович (2-й указ ▶)
9. комбриг Ермаченков, Василий Васильевич
10. комдив Жаворонков, Семён Фёдорович (2-й орден ▶)
11. полковник Квадэ, Павел Павлович (2-й орден ▶)
12. капитан Лосяков, Николай Степанович
13. лейтенант Лукьянов, Иван Петрович
14. военинженер 1-го ранга Луцкий, Сергей Сергеевич
15. капитан Лучихин, Александр Яковлевич
16. полковник Морозов, Андрей Михайлович
17. младший командир Назаров, Георгий Яковлевич
18. комбриг Петрухин, Николай Трофимович
19. капитан Плоткин, Михаил Николаевич (2-й орден ▶)
20. бригадный комиссар Пурник, Леонтий Навтульевич
21. младший командир Савельев, Александр Фёдорович
22. младший командир Соловьёв, Фёдор Иванович
23. флагман 1-го ранга Трибуц, Владимир Филиппович (2-й орден ▶)
24. старший лейтенант Хохлов, Пётр Ильич
25. капитан Шура-Бура, Василий Лукич
26. политрук Юриных, Николай Дмитриевич
27. дивизионный комиссар Яковенко, Марк Григорьевич (в Указе ПВС ошибочно указано отчество — Георгиевич)

### 26 апреля
- О присвоении звания Героя Советского Союза начальствующему и рядовому составу пограничных войск НКВД

- За «успешное выполнение боевых заданий Правительства по охране государственных границ и проявленные при этом отвагу и геройство» награждены:

1. красноармеец Загоринский, Александр Григорьевич
2. капитан Зиновьев, Иван Дмитриевич
3. батальонный комиссар Киселёв, Семён Сергеевич (2-й орден ?)
4. лейтенант Кобзун, Иван Михайлович
5. заместитель политрука Коренчук, Федосей Павлович
6. красноармеец Кузякин, Гавриил Васильевич
7. старший лейтенант Лужецкий, Андрей Гаврилович
8. младший лейтенант Петренко, Дмитрий Филиппович
9. старший лейтенант Петров, Григорий Петрович
10. политрук Пушанин, Иван Иванович ★
11. лейтенант Ракус, Дмитрий Иванович ★
12. красноармеец Самсонов, Владимир Андреевич
13. красноармеец Спеков, Александр Васильевич ★

- О награждении орденами и медалями СССР работников НКВД

- За «успешное выполнение заданий Правительства по охране государственной безопасности» награждены:

1. комиссар государственной безопасности 3-го ранга Бочков, Виктор Михайлович (2-й орден ▶)
2. комиссар государственной безопасности 3-го ранга Власик, Николай Сидорович (2-й орден ▶) ≠
3. старший лейтенант государственной безопасности Зименков, Алексей Ильич
4. майор Здорный, Гурий Константинович
5. комкор Масленников, Иван Иванович (2-й орден 13.12.1942)
6. комиссар государственной безопасности 3-го ранга Меркулов, Всеволод Николаевич ≠
7. комиссар государственной безопасности 3-го ранга Никишов, Иван Фёдорович (2-й орден 17.01.1943)
8. старший майор государственной безопасности Румянцев, Василий Иванович (2-й орден ▶)
9. комиссар государственной безопасности 3-го ранга Саджая, Алексей Николаевич (2-й орден 13.12.1942)
10. комиссар государственной безопасности 3-го ранга Серов, Иван Александрович (2-й орден 13.12.1942)
11. старший майор государственной безопасности Сергиенко, Василий Тимофеевич
12. отделенный командир Удоденко, Иван Ефимович
13. лейтенант государственной безопасности Харитонов, Фёдор Петрович (2-й орден ▶)
14. комиссар государственной безопасности 3-го ранга Цанава, Лаврентий Фомич (2-й орден ▶)
15. старший лейтенант государственной безопасности Шкурин, Алексей Калинникович

- О награждении начальствующего и рядового состава пограничных войск и органов НКВД

- За «успешное выполнение боевых заданий Правительства по охране государственных границ» награждены:

1. капитан Андреев, Дмитрий Потапович
2. красноармеец Артёменко, Яков Петрович
3. младший командир Васильев, Иван Васильевич
4. красноармеец Вережников, Алексей Герасимович
5. красноармеец Воронин, Афанасий Кузьмич
6. Ганичев, Василий Петрович
7. красноармеец Горбатков, Пётр Афанасьевич
8. красноармеец Горячев, Николай Николаевич
9. красноармеец Дерябин, Иван Алексеевич
10. младший лейтенант Дубов, Иван Фёдорович
11. младший командир Жадан, Иван Лукьянович
12. заместитель политрука Зубов, Афанасий Иванович
13. красноармеец Илюшин, Василий Алексеевич
14. военфельдшер Капитанов, Александр Иванович
15. политрук Капров, Павел Арсентьевич
16. младший командир Кузин, Леонид Фёдорович
17. старший политрук Лабезников, Василий Селивёрстович
18. красноармеец Ложкин, Павел Александрович
19. младший командир Макаров, Михаил Матвеевич
20. младший политрук Мушкин, Евгений Фёдорович
21. красноармеец Орехов, Александр Тимофеевич
22. младший командир Осипенко, Куприян Николаевич
23. красноармеец Осокин, Иван Васильевич
24. красноармеец Пляшечник, Иван Нестерович
25. политрук Попов, Виктор Германович
26. Рада, Яков Иванович
27. капитан Романский, Пётр Васильевич
28. младший командир Рябов, Михаил Данилович
29. лейтенант Сафонов, Леонид Александрович
30. младший командир Семёнов, Иван Фёдорович
31. красноармеец Серебряков, Василий Иванович
32. младший командир Смирнов, Александр Кузьмич
33. младший командир Смирнов, Михаил Александрович
34. лейтенант Трифонов, Василий Герасимович
35. красноармеец Фокин, Иван Максимович
36. красноармеец Харченко, Михаил Семёнович
37. красноармеец Черешенцев, Михаил Иванович
38. батальонный комиссар Черкалин, Степан Иванович
39. красноармеец Чубаков, Степан Иванович

### 27 апреля
- О награждении работников нефтяной промышленности, передовиков сельского хозяйства и строителей Самур-Дивичинского канала Азербайджанской ССР

- «В ознаменование 20-й годовщины освобождения Азербайджана от ига капитализма и установления там советской власти, за успехи в развитии нефтяной промышленности, за достижения в области подъёма сельского хозяйства и образцовое выполнение строительства Самур-Дивичинского канала» награждены:

1. Абдуллаев, Али Алиевич — директор Али-Байрамлинской МТС Али-Байрамлинского района
2. Алиев, Алекпер Али Верды оглы — народный комиссар земледелия Азербайджанской ССР
3. Алиев, Ягуб Нурмамед оглы — бригадир тракторной бригады Курузминской МТС Сабир-Абадского райопа
4. Алиев, Рашид Башилович — начальник цеха № 1 Сернокислотного завода им. Фрунзе
5. Аллахвердиев, Мамед Обуш оглы — тракторист Хол-Карабулжагской МТС Сальянского района
6. Аллахвердиев, Насир Джабарович — первый секретарь Кировабадского горкома КП(б) Азербайджана
7. Асланова, Чимназ Абдул Али кизы — председатель ЦК союза начальных и средних школ Азербайджанской ССР
8. Бабаян, Ованес Тумасович — первый секретарь Ханларского райкома КП(б) Азербайджана
9. Ванесов, Арсен Манасович — начальник буровой треста «Сталиннефть»
10. Везиров, Сулейман Азадович — главный инженер и заместитель начальника Азнефтекомбината
11. Гаибова, Сутра Селим кизы — заведующая третьим промыслом треста «Орджоникидзенефть»
12. Гезалов, Адыгезал Халил оглы — секретарь ЦК ЦК(б) Азербайджана по кадрам
13. Джавадов, Усейн Ага Бала оглы — первый секретарь Ленкоранского райкома КП(б) Азербайджана
14. Егиазаров, Григорий Саркисович — начальник строительства Самур-Дивичинского канала
15. Ислам-заде, Ислам Мамедович — председатель Госплана Азербайджанской ССР
16. Исмаилов, Кязим Гейдар оглы — первый секретарь Нахичеванского обкома КП(б) Азербайджана
17. Казиев, Гаджи Баба Габибулла оглы — председатель колхоза им. Кагановича Кубинского района, «инициатор организации колхозных масс Кубинского района на строительстве Самур-Дивичинского канала»
18. Карнарян, Гаик Аветисович — третий секретарь ЦК КП(б) Азербайджана
19. Кулиев, Теймур Имам Кули оглы — председатель Совнаркома Азербайджанской ССР
20. Касумов, Мир Башир Фаттах оглы — председатель Президиума Верховного Совета Азербайджанской ССР
21. Кафар-заде, Султан Асадулла оглы — третий секретарь Бакинского комитета КП(б) Азербайджана
22. Мамед-Алиев, Мустафа Фарзали оглы — колхозник колхоза им. Азизбекова Варташенского района
23. Маниава, Лидия Михайловна — первый секретарь Кагановичского райкома КП(б) Азербайджана
24. Махмудов, Юсиф Гейдар оглы — первый секретарь Нухинского горкома КП(б) Азербайджана
25. Мирзаханов, Гаким Агаси оглы — первый секретарь Кусарского райкома КП(б) Азербайджана
26. Мелик-Пашаев, Врам Самсонович — главный геолог Азнефтекомбината
27. Манукянц, Михаил Сергеевич — первый секретарь Нагорно-Карабахского обкома КП(б) Азербайджана
28. Набиев, Мамед Керим — тракторист Зардобской МТС Зардобского района
29. Нурахмедов, Ярахмед Идаят оглы — колхозник колхоза нм. Молотова Кусарского района
30. Плешко, Анна Михайловна — заведующая 6-м промыслом треста «Орджоникидзенефть»
31. Петросян, Григорий Сергеевич — председатель исполкома Нагорно-Карабахского областного Совета депутатов трудящихся
32. Ряхинова, Надежда Николаевна — старший ииженер геологического отдела Азнефтекомбината
33. Салимов, Салим Мехти оглы — тракторист Евлахской МТС Евлахского района
34. Таиров, Джабар Насим оглы — управляющий трестом «Сталиннефть»
35. Чеплаков, Пётр Фёдорович — второй секретарь ЦК КП(б) Азербайджана
36. Якубов, Мир Теймур Мир Алекпер оглы — секретарь ЦК КП(б) Азербайджана по пропаганде
37. Якшиян, Саик Хачатурович — заместитель Наркома земледелия Азербайджанской ССР, заместитель начальника строительства Самур-Дивичинского канала

### 28 апреля
- О награждении строителей таджикской части Большого Ферганского канала имени тов. И. В. Сталина

- "За активное участие в строительстве величайшего в Союзе ССР ирригационного сооружения Большого Ферганского канала имени тов. И. В. Сталина и проявленные при этом выдающиеся успехи наградить: " награждены особо отличившиеся на строительстве канала колхозники, инженеры и техники, советские и партийные работники Таджикской ССР:

1. Абдулаев, Мусафакула — колхозник колхоза им. Кирова Ура-Тюбинского района
2. Гаибов, Курбан — колхозник колхоза им. Коммуны Исфаринского района
3. Глухов, Родион Михайлович — заместитель председателя СНК Таджикской ССР, начальник строительства канала
4. Джураев, Мирзо — колхозник колхоза «Коминтерн» Пролетарского района
5. Кушаков, Исмат — колхозник колхоза им. III Интернационала Науского района
6. Максудов, Аимбиби — колхозница колхоза «КИМ» Канибадамского района
7. Полванов, Бурхан — колхозник колхоза им. Куйбышева Ленинабадского района
8. Сайдалиев, Салибай — колхозник колхоза им. Максима Горького Ленинабадского района
9. Свириденко, Николай Давыдович — инженер Таджикводхоза
10. Ташходжаев, Абдулло — колхозник колхоза им. Ворошилова Ленинабадского района
11. Файзиев, Курбан — колхозник колхоза им. М. Горького Ленинабадского района
12. Хамидов, Милибай — колхозник колхоза «Ляккан» Исфаринского района
13. Холматов, Один — колхозник колхоза «Гулистан» Аштского района
14. Шакиров, Пулат — колхозник колхоза им. М. Горького Ленинабадского района
15. Юсупов, Туйчи — колхозник колхоза им. Фрунзе Пролетарского района

## Май

### 3 мая
- О награждении работников Главсевморпути

- За «выдающиеся заслуги в деле освоения Северного Морского Пути и районов Крайнего Севера, а также за образцовую и самоотверженную работу в период арктических навигаций 1938 и 1939 годов» награждены:

1. Белахов, Леонид Юлианович — бывший начальник Политуправления Главсевморпути, ныне — начальник Политуправления и заместитель Наркома Морского Флота
2. Гельгардт, Василий Юлиусович — механик Севморпутьзаводстроя
3. Липп, Ян Степанович — пилот Енисейской авиалинии Аэрофлота
4. Мелехов, Афанасий Павлович — капитан ледокола
5. Симков, Юрий Яковлевич — заместитель главного инженера Мурманского завода
6. Сорокин, Михаил Яковлевич — капитан ледокола «Ермак»
7. Чернецкий, Анатолий Парфёнович — бригадир плотницкой бригады Севморпутьзаводстроя

- О награждении работников речного транспорта

- За «успешную работу в области укрепления и развития речного транспорта» награждены:

1. Воронков, Лев Сергеевич — механик парохода «Манычстрой» Волготанкера
2. Ершов, Михаил Фёдорович — капитан парохода «Павлин Виноградов»
3. Залётов, Иван Григорьевич — токарь Балаковского судоремонтного завода
4. Илюнина, Евгения Ивановна — бригадир женской бригады Горьковского порта
5. Князева, Капитолина Андреевна — электросварщица завода «Старый бурлак» Камского пароходства
6. Майоров, Фёдор Степанович — капитан парохода «Н. Островский» Верхне-Волжского пароходства
7. Сухарин, Виктор Иванович — капитан парохода «Микоян» Волготанкера
8. Токарев, Иван Павлович — капитан парохода «Пятилетка» Камского пароходства
9. Черемисин, Николай Иванович — инструктор по внедрению стахановских методов труда Сухонского пароходства

### 7 мая
- О присвоении звания Героя Советского Союза начальствующему и рядовому составу Красной Армии

- За «образцовое выполнение боевых заданий Командований на фронте борьбы с финской белогвардейщиной и проявленные при этом отвагу и геройство» награждены:

1. капитан Валентик, Дмитрий Данилович (1-й орден)
2. капитан Знаменский, Валериан Сергеевич (2-й орден ▶)
3. майор Серебряков, Николай Гаврилович
4. старший лейтенант Фатьянов, Андрей Ефремович

- О награждении Московского Государственного Университета

- В ознаменование 185-летнего юбилея Московского Государственного Университета — старейшего русского университета, и учитывая «его выдающиеся заслуги в области развития науки, культуры и подготовки высококвалифицированных специалистов», награждён:

- Московский государственный университет

- О награждении работников Московского Государственного Университета

- В ознаменование 185-летнего юбилея Московского Государственного Университета — старейшего русского университета, «за выдающиеся заслуги в области развития науки, культуры и подготовки высококвалифицированных специалистов», награждены:

1. Абрикосов, Алексей Иванович — заслуженный деятель науки, академик, профессор 1-го Московского медицинского института, ранее состоявший профессором медицинского факультета МГУ
2. Зелинский, Николай Дмитриевич — заслуженный деятель науки, академик, профессор МГУ

- О награждении начальствующего и рядового состава Красной Армии

- За «образцовое выполнение боевых заданий Командований на фронте борьбы с финской белогвардейщиной и проявленную при этом доблесть и мужество» награждены:

1. майор Артёмов, Николай Сергеевич
2. красноармеец Бабенко, Николай Нестерович
3. старший политрук Гурин, Иван Андреевич
4. младший командир Дорофеев, Михаил Кириллович
5. младший лейтенант Иванов, Пётр Григорьевич
6. младший командир Костин, Ефим Петрович
7. младший командир Пилецкий, Василий Селивёрстович
8. старший лейтенант Пронюшкин, Иван Иванович
9. красноармеец Федоренко, Василий Максимович
10. комкор Фролов, Валериан Александрович (2-й орден ▶)
11. старший политрук Шарков, Сергей Алексеевич
12. капитан Шмарин, Михаил Алексеевич
13. лейтенант Шуменко, Валентин Степанович

### 14 мая
- О награждении работников треста «Сахалиннефть»

- «В ознаменование 15-й годовщины освобождения Северного Сахалина и установления там советской власти, за успехи в развитии нефтяной промышленности» награждены:

1. Брезгин, Александр Григорьевич — управляющий трестом «Сахалиннефть»
2. Подшивайлов, Григорий Тимофеевич — буровой мастер треста «Сахалиннефть»
3. Романченко, Иван Данилович — директор Охинского нефтепромысла

### 19 мая
- О присвоении звания Героя Советского Союза начальствующему и рядовому составу Красной Армии

- За «образцовое выполнение боевых заданий Командований на фронте борьбы с финской белогвардейщиной и проявленные при этом отвагу и геройство» награждены:

1. старший лейтенант Брагинец, Николай Григорьевич
2. красноармеец Иванов, Василий Иванович ★
3. старший лейтенант Летучий, Израиль Яковлевич
4. майор Парфёнов, Виктор Петрович ★
5. лейтенант Розка, Александр Антонович
6. капитан Ткаченко, Андрей Григорьевич (2-й орден ▶)
7. капитан Топаллер, Анатолий Семёнович

- О награждении начальствующего и рядового состава Красной Армии

- За «образцовое выполнение боевых заданий Командований на фронте борьбы с финской белогвардейщиной и проявленную при этом доблесть и мужество» награждены:

1. младший политрук Баранец, Василий Нилович
2. младший командир Бочарников, Иван Павлович
3. старший лейтенант Бочков, Алексей Кириллович
4. младший лейтенант Васильев, Алексей Александрович
5. майор Васильев, Николай Васильевич
6. красноармеец Волков, Василий Николаевич
7. механик-водитель Выдров, Алексей Николаевич
8. политрук Генин, Залман Аронович
9. младший лейтенант Ефремов, Василий Васильевич (2-й орден ▶)
10. политрук Засорин, Пётр Яковлевич
11. красноармеец Карюгин, Степан Григорьевич
12. лейтенант Катюхин, Александр Афанасьевич
13. лейтенант Кисляков, Сергей Васильевич
14. военврач 1-го ранга Клюсс, Иван Александрович (2-й орден 1943)
15. комкор Козлов, Дмитрий Тимофеевич (1-й орден ▶, 3-й орден ▶)
16. политрук Козырев, Владимир Петрович
17. комдив Копец, Иван Иванович (1-й орден ▶)
18. младший командир Комлев, Яков Фёдорович
19. политрук Кузнецов, Иван Александрович
20. старший лейтенант Кузьмин, Василий Дмитриевич
21. военврач 1-го ранга Куприянов, Пётр Андреевич (2-й орден ▶)
22. красноармеец Коробов, Леонид Алексеевич
23. бригадный комиссар Лестев, Дмитрий Александрович
24. старший лейтенант Маклецов, Иван Николаевич
25. капитан Максимов, Иван Антонович
26. младший командир Мальков, Павел Петрович
27. красноармеец Михайлов, Иван Михайлович
28. лейтенант Мосолов, Иван Степанович
29. младший лейтенант Мурзин, Сергей Афанасьевич
30. лейтенант Никулин, Иван Дмитриевич
31. младший командир Новиков, Иван Иванович
32. младший политрук Переверзев, Георгий Кузьмич
33. майор Попов, Михаил Ипполитович
34. политрук Радченко, Леонид Михайлович
35. лейтенант Ростоков, Игнатий Николаевич
36. лейтенант Семёнов, Михаил Григорьевич
37. красноармеец Сидоренков, Сергей Миронович
38. красноармеец Табульков, Фёдор Борисович
39. полковник Таюрский, Андрей Иванович ≠
40. полковой комиссар Ткаченко, Иван Степанович
41. красноармеец Тюфтин, Василий Васильевич
42. комбриг Филиппович, Болеслав Эдмундович ★
43. военврач 1-го ранга Ханеня, Филипп Семёнович
44. лейтенант Харин, Василий Алексеевич
45. красноармеец Целишев, Сергей Владимирович
46. младший командир Чугунов, Михаил Григорьевич
47. младший командир Чикунов, Михаил Михайлович

### 20 мая
- О присвоении звания Героя Советского Союза начальствующему и рядовому составу Красной Армии

- За «образцовое выполнение боевых заданий Командований на фронте борьбы с финской белогвардейщиной и проявленные при этом отвагу и геройство» награждены:

1. майор Антошкин, Иван Диомидович
2. старший лейтенант Бережок, Григорий Карпович
3. комбриг Борисов, Пётр Павлович ★
4. старший лейтенант Ивановский, Павел Иванович ★
5. капитан Матрунчик, Иосиф Васильевич (2-й орден ▶)
6. старший лейтенант Пешков, Владимир Николаевич
7. капитан Рудаков, Евгений Михайлович ★
8. полковник Скворцов, Григорий Григорьевич ★
9. майор Супрун, Степан Павлович (1-й орден ▶)
10. младший лейтенант Южаков, Василий Михайлович
11. Яковлев, Александр Никифорович — пилот

- О награждении начальствующего и рядового состава Красной Армии

- За «образцовое выполнение боевых заданий Командований на фронте борьбы с финской белогвардейщиной и проявленную при этом доблесть и мужество» награждены:

1. красноармеец Агарков, Фёдор Александрович
2. комбриг Борисов, Владимир Борисович
3. Брызгалов, Андрей Николаевич
4. военфельдшер Головкова, Тамара Автономовна
5. младший командир Грязнов, Алексей Алексеевич
6. младший лейтенант Джамантаев, Байкен Назарович
7. старший лейтенант Долганов, Степан Иванович
8. капитан Егоров, Василий Николаевич
9. старший лейтенант Измайлов, Николай Максимович
10. старший лейтенант Капуста, Филипп Филиппович (2-й орден ▶)
11. красноармеец Кореньков, Алексей Михайлович
12. старший лейтенант Криворотченко, Сергей Данилович (2-й орден ▶)
13. механик-водитель Крылов, Иван Иванович
14. Куприянов, Геннадий Николаевич (2-й орден ▶) ≠
15. батальонный комиссар Леонов, Василий Сергеевич
16. младший командир Масляницын, Виктор Александрович
17. военврач 1-го ранга Морозов, Алексей Алексеевич
18. капитан Мосолов, Александр Ильич (2-й орден ▶)
19. младший командир Муллер, Иван Степанович
20. капитан Мягков, Зосим Павлович
21. старший лейтенант Нюшков, Иван Васильевич
22. старший лейтенант Обойщик, Александр Моисеевич
23. красноармеец Попов, Иван Алексеевич
24. полковой комиссар Пятаков, Николай Михайлович
25. воентехник 2-го ранга Силантьев, Владимир Александрович
26. Удальцов, Фёдор Васильевич
27. военный юрист 2-го ранта Шульгин, Алексей Степанович
28. Штина, Прасковья Дмитриевна

### 21 мая
- О присвоении звания Героя Советского Союза начальствующему и рядовому составу Красной Армии

- За «образцовое выполнение боевых заданий Командований на фронте борьбы с финской белогвардейщиной и проявленные при этом отвагу и геройство» награждены:

1. майор Казаков, Степан Терентьевич ★
2. капитан Козьмин, Иван Иванович ★
3. красноармеец Мягков, Владимир Андреевич ★
4. майор Фирсов, Илья Петрович

- О награждении начальствующего и рядового состава Красной Армии

- За «образцовое выполнение боевых заданий Командований на фронте борьбы с финской белогвардейщиной и проявленную при этом доблесть и мужество» награждены

1. майор Беляков, Константин Дмитриевич (2-й орден ▶)
2. лейтенант Буланько, Иосиф Михайлович
3. военврач 2-го ранга Вишневский, Александр Александрович (2-й орден ▶)
4. полковой комиссар Гришачёв, Николай Варфоломеевич
5. красноармеец Капралов, Иван Арсентьевич
6. политрук Назин, Иван Васильевич
7. полковник Плешивцев, Борис Ильич
8. военврач 1-го ранга Плющ, Валентина Афанасьевна
9. полковой комиссар Тагер, Семён Ефимович
10. политрук Фёдоров, Михаил Васильевич
11. писатель Чумандрин, Михаил Фёдорович ★
12. младший лейтенант Шаталов, Михаил Фёдорович
13. полковник Шевченко, Пётр Семёнович

### 23 мая
- О награждении отличившихся работников кинематографии

- За «особые заслуги в деле развития советской кинематографии» награждены:

1. Боголюбов, Николай Иванович — артист-исполнитель роли Шахова в кинокартине «Великий гражданин»
2. Крючков, Николай Афанасьевич — артист-исполнитель роли Клима Ярко в кинокартине «Трактористы»

### 25 мая
- О награждении Киевского государственного академического украинского драматического театра имени Ивана Франко

- За «выдающиеся заслуги в развитии драматического искусства и воспитание мастеров театральной культуры» награждён:

- Киевский государственный академический украинский драматический театр имени Ивана Франко

### 27 мая
- О награждении работников треста «Сахалинуголь»

- «В ознаменование 15-й годовщины освобождения Северного Сахалина и установления там советской власти, за успехи в развитии угольной промышленности» награждены:

1. Гордеев, Григорий Кузьмич — забойщик шахты «Агнево»
2. Кужелев, Алексей Александрович — заведующий шахтой «Мгачи»

## Июнь

### 3 июня
- О награждении начальствующего и рядового состава Красной армии и пограничной охраны, членов семей начсостава и работников госпиталей

- За «образцовое выполнение боевых заданий Правительства и проявленные при этом доблесть и мужество» награждены

- политрук Бурда, Фёдор Пименович

### 14 июня
- О награждении орденами и медалями СССР начальствующего состава Народного Комиссариата Обороны СССР

- За «успешное выполнение заданий Командований Красной Армии» награждены

1. лейтенант Астахов, Михаил Петрович
2. Володько, Ксеофат Антонович — рабочий-медник
3. генерал-полковник Городовиков, Ока Иванович (2-й орден ▶)
4. капитан Колотушкин, Иван Иванович
5. младший лейтенант Комаров, Григорий Игнатьевич
6. воентехник 2-го ранга Кочехин, Геннадий Федотович
7. красноармеец Ларин, Иван Иванович
8. старший лейтенант Петин, Владимир Степанович
9. генерал-майор артиллерии Савченко, Георгий Косьмич ≠
10. генерал-лейтенант интендантской службы Хрулёв, Андрей Васильевич (2-й орден ▶)

### 20 июня
- О награждении Белорусского Государственного Большого театра оперы и балета

- За «выдающиеся успехи в деле развития белорусского оперного искусства» награждён:

- Белорусский Государственный Большой театр оперы и балета

- О награждении участников декады белорусского искусства

- За «выдающиеся успехи в деле развития белорусского оперного искусства» награждён:

1. Александровская, Лариса Помпеевна — артистка Белорусского Государственного театра оперы и балета, народная артистка БССР
2. Владомирский-Малейко, Владимир Иосифович — артист 1-го Белорусского Государственного драматического театра, народный артист БССР
3. Крапива-Атрахович, Кондрат Кондратович — писатель-драматург
4. Сорокин-Глебов, Глеб Павлович — артист 1-го Белорусского Государственного драматического театра, народный артист БССР

### 22 июня
- О награждении президента Академии наук Украинской ССР Богомольца А. А.

- За «выдающиеся заслуги в области патологической физиологии» награждён:

- президент Академии наук Украинской ССР академик Богомолец, Александр Александрович

### 23 июня
- О награждении передовиков промышленности и сельского хозяйства, работников науки и искусства Татарской АССР

- «В ознаменование 20-й годовщины образования Татарской Автономной Советской Социалистической Республики, за достижения в развитии промышленности, сельского хозяйства, науки и искусства» награждены:

1. Агафонов, Андрей Фёдорович — заведующий кафедрой инфекционных болезней Казанского Государственного института усовершенствования врачей имени В. И. Ленина, доктор медицинских наук
2. Аглямов, Агляй Аглямович — бригадир тракторной бригады Актанышской МТС
3. Алемасов, Александр Михайлович — первый секретарь Татарского обкома ВКП(б)
4. Булатов, Абрам Абсалямович — директор Нуркеевсвой МТС Ворошиловского района
5. Бычков, Иван Георгиевич — второй секретарь Казанского горкома ВКП(б)
6. Валиуллин, Хазиб Валиуллович — первый секретарь Калининского райкома ВКП(б)
7. Гафиатуллин, Сулейман Халилович — председатель Совнаркома Татарской АССР
8. Давлетшин, Мубаракша Давлетшович — комбайнер Тумутукской МТС
9. Динмухаметов, Галей Афзалетдинович — председатель Президиума Верховного Совета Татарской АССР
10. Зямалеева, Фатыма Зямалеевна — бывший председатель ко хоза имени Кагановича Буинского района, ныне заместитель председателя исполнительного комитета Буинского районного Совета депутатов трудящихся
11. Измайлова, Галия Гилязеевна — нарком легкой промышленности Татарской АССР
12. Каримов, Шариф — слесарь завода № 184, стахановец-многостаночник
13. Мирзагитов, Карим Мирзагитович — тракторист Актанышской МТС
14. Пономарёва, Вера Николаевна — учительница географии средней школы № 19 Молотовского района г. Казани
15. Самигуллин, Гайса Самигуллович — первый секретарь Ворошиловского райкома ВКП(б)
16. Хакимзянов, Сабир Хакимзянович — первый секретарь Мензелинского райкома ВКП(б)
17. Шариф, Камал Байгильдеев — писатель
18. Яппарова, Марьямбан Линаровна — чабан колхоза имени Крупской Нелнинского района

## Июль

### 9 июля
- О награждении Московского пищевого комбината имени Микояна

- За «образцовое выполнение правительственного задания по развитию производства пищевых концентратов» награждён:

- Московский пищевой комбинат имени Микояна

- О награждении работников Московского пищевого комбината имени Микояна

- За «образцовое выполнение правительственного задания по развитию производства пищевых концентратов» награждены:

1. Бинун, Моисей Аронович — директор комбината
2. Фадеев, Александр Александрович — бригадир слесарей механических мастерских

### 13 июля
- О награждении работников строительных организаций и учреждений Московского Совета

- За «успешную работу по осуществлению генерального плана реконструкции города Москвы» награждены:

1. Анисков, Пётр Яковлевич — десятник треста «Мосочиствод»
2. Власов, Григорий Васильевич — машинист-экскаваторщик Управления жилищного строительства
3. Гальперин, Израиль Ефимович — начальник Управления жилищного строительства
4. Железцов, Ефим Михайлович — бригадир-каменщик треста «Мосжилстрой»
5. Мордвинов, Аркадий Григорьевич — архитектор, руководитель 7-й проектной мастерской
6. Попов, Георгий Михайлович — секретарь Московского городского комитета ВКП(б)
7. Пронин, Василий Прохорович — председатель Исполнительного Комитета Московского городского совета депутатов трудящихся
8. Шестаков, Михаил Николаевич — главный инженер Управления водопроводно-канализационного хозяйства

### 20 июля
- О награждении коллективов рабочих, инженерно-технических работников и служащих предприятий лёгкой промышленности

- За «перевыполнение производственного плана, и стахановской работы» награждён:

- коллектив рабочих, инженерно-технических работников и служащих Ленинградской обувной фабрики «Скороход»

- О награждении работников лёгкой промышленности

- За «перевыполнение плана 1939 года, успешную работу и проявленную инициативу в деле выполнения специальных заказов Правительства» награждены:

1. Акулёнок, Анна Иосифовна — инструктор стахановских методов работы швейной фабрики им. Володарского (г. Могилёв)
2. Абдужабаров, Садык — мездрильщик кожзавода им. Сталина (г. Ташкент)
3. Андреев, Василий Андреевич — мездрильщик кожзавода им. Коминтерна (г. Ленинград)
4. Асланов, Арменак Осипович — председатель ЦК союза рабочих обувной промышленности
5. Бедиашвили, Алексей Иванович — бригадир стахановской бригады 1-й обувной фабрики г. Тбилиси
6. Борисевич, Владимир Христофорович — стеклодув стеклозавода им. Ильича Быковского района БССР
7. Букреева, Мария Ивановна — мастер комплекта суконной фабрики «Красная нить» (г. Харьков)
8. Безногий, Пётр Владимирович — накладчик подошвы 1-й обувной фабрики г. Киев
9. Васильев, Василий Васильевич — мездрильщик овчинно-шубного завода г. Порхов Ленинградской области
10. Грачёв, Василий Никитич — изобретатель, инструктор гранильного цеха стеклозавода «Красный гигант» Пензенской области
11. Зимичева, Вера Васильевна — секретарь Реутовского РК ВКП(б) Московской области
12. Захаров, Иван Антонович — заместитель председателя СНК БССР
13. Косурин, Иван Иванович — мастер сортового стекла стекольного завода г. Дятьково Орловской области
14. Колесников, Давид Лаврентьевич — изобретатель, мастер цеха кожзавода им. Сталина (г. Могилёв)
15. Каганович, Мария Марковна — председатель ЦК союза рабочих трикотажной промышленности
16. Лукин, Сергей Георгиевич — народный комиссар лёгкой промышленности СССР
17. Лемельман, Михаил Яковлевич — закройщик обувной фабрики им. Микояна
18. Мадымс, Сакан — мездрильщик кожзавода г. Фрунзе
19. Медведев, Иван Михайлович — начальник Главного управления обувной промышленности НКЛП СССР
20. Макушкина, Анна Михайловна — коттонщица трикотажной фабрики им. Дзержинского (г. Ивантеевка Московской области)
21. Митин, Василий Григорьевич — прошивщик обувной фабрики «Парижская коммуна»
22. Мамедов, Гамид Рзы Кули оглы — прессовщик швейной фабрики им. Володарского (г. Баку)
23. Платонова, Мария Ивановна — кеттельщица чулочной фабрики (г. Тушино, Московской области)
24. Пискун, Фёдор Васильевич — сменный мастер кожзавода № 1 (г. Таганрог)
25. Подскочева, Текля Константиновна — кеттельщица чулочно-трикотажной фабрики им. КИМ
26. Ременная, Зинаида Савельевна — бригадир агрегата швейной фабрики им. Тинякова
27. Семушина, Глафира Фёдоровна — начальник цеха меховой фабрики «Белка»
28. Стригуновская, Антонина Михайловна — кеттельщица чулочной фабрики (г. Харьков)
29. Сергеева, Валентина Георгиевна — мотористка швейной фабрики № 3 им. Андреева (г. Москва)
30. Семёнов, Тимофей Семёнович — мездрильщик конезавода обувной фабрики «Скороход»
31. Ткачёв, Фёдор Дмитриевич — начальник производственно-технического отдела завода № 1 НКЛИ СССР
32. Уткин, Андрей Иванович — народный комиссар лёгкой промышленности РСФСР
33. Чапрыгин, Евдокия Ивановна — электросварщица цеха № 3 завода М 2 им. Героя Советского Союза М. М. Громова
34. Шевелёва, Александра Максимовна — силосорезчица комбината искусственной кожи (г. Киров)

- О награждении работников железнодорожного строительства

- За «успешное выполнение заданий Правительства по строительству железных дорог» награждены нижеследующие работники строительства вторых путей и новых железнодорожных линий на Дальнем Востоке, а также строители железнодорожной линии Кандалакша—Куолаярви:

1. Алимов, Лаврентий Корнеевич
2. Бакин, Александр Клементьевич
3. Барамидзе, Борис Георгиевич
4. Батманов, Владимир Иванович
5. Гильнер, Николай Карлович
6. Мариенгоф, Георгий Дмитриевич
7. Сибиряк, Оскар Яковлевич
8. Френкель, Нафталий Аронович
9. Финкенштейн, Юрий Карлович

## Сентябрь

### 16 сентября
- О награждении народного артиста РСФСР Собольщикова-Самарина Н. И.

- За «выдающиеся заслуги в деле развития театрального искусства» награждён:

- народный артист Собольщиков-Самарин, Николай Иванович

### 20 сентября
- О награждении рабочих, инженеров и руководящих работников строительства Москворецких мостов гор. Москвы

- За «успешное выполнение решений партии и правительства по строительству Москворецких мостов и обеспечение большевистских темпов и высокого качества в работе» награждён:

1. Белов, Дмитрий Семёнович — бригадир-арматурщик Москворецкого моста
2. Терпигорев, Михаил Александрович — бывший управляющий трестом «Гормост»
3. Усанов, Кузьма Владимирович — бригадир-бетонщик Каменного моста
4. Чмон, Максим Терентьевич — клепальщик-стахановец завода им. Молотова

## Октябрь

### 10 октября
- О награждении академика Байкова А. А.

- В связи с исполнившимся 70-летием со дня рождения, «за выдающиеся заслуги перед страной в области химии и металлургии» награждён:

- академик Байков, Александр Александрович

### 11 октября
- О награждении 1-го Московского медицинского института

- В ознаменование 175-летнего юбилея 1-го Московского медицинского института — старейшего высшего медицинского учебного заведения и «учитывая его выдающиеся заслуги в области развития медицинской науки и подготовки высококвалифицированных деятелей медицины» награждён:

- 1-й Московский медицинский институт

### 28 октября
- О присвоении звания Героя Социалистического Труда тт. Токареву Ф. В., Поликарпову Н. Н., Шпитальному Б. Г., Грабину В. Г., Яковлеву А. С., Микулину А. А., Климову В. Я., Иванову И. И., Крупчатникову М. Я.

- За «выдающиеся достижения в области создания новых типов вооружения, поднимающих оборонную мощь Советского Союза», награждены:

1. Токарев, Фёдор Васильевич (по стрелковому вооружению)
2. Поликарпов, Николай Николаевич (по самолётам)
3. Шпитальный, Борис Гавриилович (по авиавооружению)
4. Грабин, Василий Гаврилович (по артиллерии)
5. Яковлев, Александр Сергеевич (по самолётам)
6. Микулин, Александр Александрович (по авиамоторам)
7. Климов, Владимир Яковлевич (по авиамоторам)
8. Иванов, Илья Иванович (по артиллерии)
9. Крупчатников, Михаил Яковлевич (по артиллерии)

### 30 октября
- О награждении академика Иоффе А. Ф.

- За «выдающиеся заслуги в области научно-исследовательских работ по современной физике, в связи с исполнившимся 60-летием со дня рождения и 35-летием научно-педагогической деятельности» награждён:

- академик Иоффе, Абрам Фёдорович

### 31 октября
- О награждении Бурят-Монгольского Государственного музыкально-драматического театра

- За «выдающиеся успехи в деле развития Бурят-Монгольского музыкально драматического искусства» награждён:

- Бурят-Монгольский Государственный музыкально-драматический театр

- О награждении участников декады бурят-монгольского искусства

- За «выдающиеся заслуги в деле развития Бурят-Монгольского театрального и музыкального искусства» награждён:

- Цыденжапов, Томбо Цыденжапович — народный артист Бурят-Монгольской АССР, художественный руководитель Бурят-Монгольского Государственного музыкально-драматического театра

## Ноябрь

### 4 ноября
- О награждении работников заводов Народного Комиссариата авиационной промышленности СССР

- За «достижения в создании и освоении новых винтов, радиаторов, приборов и агрегатов для Красного Воздушного Флота» награждены:

1. Воронин, Григорий Иванович — главный конструктор завода № 34
2. Жезлов, Михаил Сергеевич — директор завода № 32

### 5 ноября
- О награждении передовиков промышленности, сельского хозяйства, работников науки и искусства Казахской ССР

- «В связи с XX-летним юбилеем Казахской Советской Социалистической Республики, за достижения в развитии промышленности, сельского хозяйства, науки и искусства» награждены:

1. Абдукаримов, Касим — председатель колхоза «Интымак» Туркестанского района Южно-Казахстанской области
2. Абдулла, Митрофан Фёдорович — звеньевой колхоза им. Крупской Бурлинского района Западно-Казахстанской области
3. Андрейченко, Василий Григорьевич — комбайнер Ленинской МТС Приишимского района Северо-Казахстанской области
4. Айтпаев, Бавкун — чабан колхоза им. Куйбышев, Урджарского района Семипалатинской области
5. Бектенова, Азима — звеньевая колхоза им. Розы Люксембург Хобдинского района Актюбинской области
6. Берсиев, Чаганак — звеньевой колхоза «Курман» Уильского района Актюбинской области
7. Вершанский, Захар Никифорович — начальник управлений Голстепстроя Южно-Казахстанской области, заведующий сельхозотделом обкома КП(б) Казахстана
8. Ильяшев, Рымбек — секретарь Аягузского райкома КП(б) Казахстан Семипалатинской области
9. Искаков, Калык Искакович — директор Тарангульского мясосовхоза Ленинского района Северо-Казахстанской области
10. Карантаев, Бекжигит — колхозник-стахановец колхоза «Махталы» Пахта-Аральского района Южно-Казахстанской области
11. Кинишенко, Ульяна Васильевна — звеньевая колхоза «Путь Ленина» Теректинского района Западно-Казахстанской области
12. Кулитов, Джек Галиакпарович — первый секретарь Алма-Атинского обкома КП(б) Казахстана
13. Купаев, Алексей Трофимович — начальник строительства Урало-Кушумского канал, второй секретарь Западно-Казахстанского обкома КП(б) Казахстана.
14. Курумбаев, Кудумбек — бригадир полеводческой бригады колхоза им. Сталина Бухтарминского района Восточно-Казахстанской области
15. Кусубаев, Исмагул — председатель колхоза «Алгабас» Гурьевского городского Совета депутатов трудящихся Гурьевской области
16. Лобанов, Владимир Васильевич — секретарь Тельманского райкома КП(б) Казахстан Карагандинской области
17. Литвиненко, Сергей Никитович — комбайнер Семиозёрной МТС Кустанайской области
18. Любавин, Василий Севастьянович — тракторист Келесской МТС Сары-Агачского района Южно-Казахстанской области
19. Медетов, Джумаш — секретарь Фрунзенского райкома КП(б) Казахстан Южно-Казахстанской области
20. Мухамедиева, Малике — звеньевая колхоза «Интернационал» Каскелешского района Алма-Атинской области
21. Нечаев, Никита Александрович — первый секретарь Южно-Казахстанского обкома КП(б) Казахстана
22. Осипов, Василий Семёнович — председатель исполкома Шемонаихинского райсовета депутатов трудящихся Восточно-Казахстанской области
23. Примов, Кашакпай — председатель колхоза «Кзыл ту» Казалинского района Кзыл-Ординской области
24. Рарий, Степан Васильевич — секретарь партийной организации колхоза имени Сталина Кугалинского района Алма-Атинской области
25. Сакупов, Максум — забойщик рудник «Баладжал» треста «Алтайзолото» Жарминского района Семипалатинской области
26. Сатпаев, Каныш Имантаевич — инженер-геолог Казахского филиала Академии Наук СССР
27. Сероштан, Фёдор Кузьмич — председатель колхоза имени Сталина Кугалинского района Алма-Атинской области
28. Сикимбаев, Бекбосин — отбоенавальщик шахты № 31 Карагандинского угольного бассейна
29. Тастанбеков, Алимкул — колхозник-стахановец колхоза имени М. И. Калинина Келесского района Южно-Казахстанской области
30. Туменбаев, Талкамбай — звеньевой колхоза «Карасу» Свердловского района Джамбулской области
31. Туратбеков, Ахметжан — старший чабан ОТФ колхоза «Искра революции» Саркандского района Алма-Атинской области
32. Туткишев, Иманкул — заведующий конетоварной фермой колхоза «Екпенды» Каскеленского района Алма-Атинской области
33. Харченко, Иезикиль Никитич — председатель колхоза «Вторая пятилетка» Алма-Атинского сельского района Алма-Атинской области
34. Шевелёв, Пётр Андреевич — директор Уштобинской МТС Каратальского района Алма-Атинской области.
35. Шедербаев, Нармахан — звеньевой колхоза имени Чапаева Терень-Узякского района Кзыл-Ординской области
36. Щелкин, Иван Михайлович — тракторист Комсомольской МТС Сталинского района Акмолинской области

### 20 ноября
- О награждении работников конструкторского бюро № 16

- За «успешное освоение новых образцов вооружения» награждены:

1. Бабурин, Михаил Никитович — ведущий конструктор ≠
2. Таубин, Яков Григорьевич — начальник Конструкторского Бюро ≠

### 23 ноября
- О награждении передовиков промышленности и сельского хозяйства Армянской ССР

- «В связи с XX-летним юбилеем Армянской Советской Социалистической Республики, за достижения в развитии промышленности и сельского хозяйства» награждены:

1. Акопян, Макар Мацакович — садовник колхоза села Аджикара Кироваканского района
2. Алиев, Аббас Алахверды оглы — бригадир колхоза села Веди Вединского района
3. Арутюнян, Аветис Седракович — звеньевой садоводческой бригады колхоза «Анаствац» Вагаршапатского района
4. Бабаджанян, Гурген Никогосович — председатель колхоза им. Свердлова Камарлинского района
5. Закарян, Геворк Маркарович — тракторист Вагаршапатской МТС
6. Казарян, Самсон Хачатурович — первый секретарь Камарлинского райкома КП(б) Армении
7. Мартиросова, Наталья Артемьевна — инженер-гидротехник Наркомводхоза
8. Меликян, Вартуш Маркаровна — звеньевая колхоза села Елгован Котайкского района
9. Мхитарян, Рануш Мамиконовна — звеньевая колхоза им. 1-го Мая Октемберянского района
10. Новосельцева, Татьяна Терентьевна — доярка колхоза им. Кагановича Калининского района
11. Пирузян, Арам Сергеевич — председатель Совнаркома Армянской ССР
12. Шахбазян, Баграт Оганесович — директор Вагаршапатской МТС

## Декабрь

### 6 декабря
- О награждении работников Московской ордена Ленина Сельскохозяйственной академии имени К. А. Тимирязева

- «В ознаменование 75-летнего юбилея Московской ордена Ленина Сельскохозяйственной Академии имени К. А. Тимирязева, за выдающиеся заслуги в деле развития сельскохозяйственных наук и подготовки высококвалифицированных специалистов сельского хозяйства» награждены:

1. Каблуков, Иван Алексеевич — почётный академик, профессор академии
2. Лисицын, Пётр Иванович — академик, профессор академии
3. Прянишников, Дмитрий Николаевич — академик, профессор академии

### 7 декабря
- О награждении орденами СССР начальников, профессоров и преподавателей Артиллерийской ордена Ленина Академии Красной Армии имени Дзержинского

- «В связи с 120-й годовщиной Артиллерийской ордена Ленина Академии Красной Армии имени Дзержинского, за плодотворную работу по выращиванию и воспитанию артиллерийских кадров» награждены:

1. начальник факультета, профессор, доктор технических наук, генерал-майор артиллерии Благонравов, Анатолий Аркадьевич
2. начальник факультета, профессора, доктора технических наук, генерал-майора артиллерии Васильев, Михаил Фёдорович
3. профессор, доктор технических наук, генерал-майор артиллерии Гельвих, Пётр Августович ≠
4. профессор, доктор технических наук, дивинженер Граве, Иван Платонович
5. профессор, доктор технических наук, генерал-лейтенант артиллерии Дроздов, Николай Фёдорович

- О награждении профессоров Осипова В. П. и Шевкуненко В. Н.

- «За выдающиеся заслуги перед страной и Красной Армией в области научной, педагогической, врачебной и общественной деятельности» награждены:

1. члена-корреспондент Академии Наук СССР, заслуженный деятель науки, дивврач, профессор Осипов, Виктор Петрович
2. заслуженный деятель науки, дивврач, профессор Шевкуненко Виктор Николаевич

### 13 декабря
- О награждении Московского Энергетического Института им. В. М. Молотова

- «В ознаменование 35-летнего юбилея Московского Энергетического Института им. В. М. Молотова и учитывая особые заслуги Института в деле подготовки высококвалифицированных инженерно-технических и научных кадров» награждён:

- Московский Энергетический Институт им. В. М. Молотова

### 17 декабря
- О награждении Московского химико-технологического института имени Д. И. Менделеева

- «В ознаменование 20-летнего юбилея Московского химико-технологического института имени Д. И. Менделеева, за выдающиеся заслуги в области развития химической науки и подготовки высококвалифицированных инженеров химиков-технологов» награждён:

- Московский химико-технологический институт имени Д. И. Менделеева

### 31 декабря
- О награждении авиазавода № 1

- За «успешное выполнение задания Правительства по освоению в производстве новых образцов вооружения» награждён:

- Авиазавод № 1

- О награждении работников авиазавода № 1

- За «достижения в области создания и освоения в производстве новых образцов вооружения» награждён:

1. Гладков, Илья Иванович — начальник цеха
2. Гуревич, Михаил Иосифович — заместитель главного конструктора
3. Микоян, Артём Иванович — главный конструктор